# 香港都會大學
香港都會大學，簡稱都大，前稱香港公開進修學院（Open Learning Institute of Hong Kong／OLI）及香港公開大學（The Open University of Hong Kong／OUHK），是一所位於香港九龍何文田法定公立大學。大學由英屬香港政府于1989年成立，是香港第三所获批颁授学位的高等学院，亦是香港首所應用科學大學，以及具全面学术自行評審資格的九所公立大学之一。都大在2007年起參與大學聯合招生辦法（JUPAS）收生。根據香港都會大學條例，大学因应香港以至整个区域发展需求，积极推动科研，以履行“加强学术研究、促进经济、社会发展”的法定义务，大學亦堅守穩健財政原則，政府按需要提供補助金。現任校長為林群聲教授，校監為特首李家超先生。
大學設有人文社會科學院、李兆基商業管理學院、教育及語文學院、科技學院、護理及健康學院、李嘉誠專業進修學院、公开进修学院7所学院，提供逾100项学士学位、硕士（TPg/MPhil）、哲学博士（PhD）课程。2022年SCImago全球大學學術排名發佈，香港都會大學全球科研能力排名（Research Rank）462位，是香港上榜9所大學之一。其中，都大能源科學全球第335位（香港第6位）、工程學-工業與製造工程全球第359位（香港第6位）、數學全球第513位（香港第7位）。2026年QS世界大学排名中，都大名列第781至790位，亦是本港首間上榜的自資大學及應用科學大學。

## 發展沿革
香港都會大學，前身為香港公開進修學院（Open Learning Institute of Hong Kong）。於1989年由英屬香港政府成立，旨在为社会提供多元化教育，以补足当时香港高等教育学历及人才匮乏问题，创立初期由政府资助运营。1989年成為香港第三所獲頒大學學位的法定院校；1996年獲頒學術自行評審資格；1997年5月經香港總督彭定康與行政局同意，立法局三讀通過，正式升格為香港第七所法定公立大學。

### 早期發展

香港公開進修學院時期的校徽

香港政府於1980年代初探討在香港提供公開教育的可行性研究，經教育統籌委員會研究後，時任香港總督衛奕信在1987年10月發表的《施政報告》中落實籌辦香港公開進修學院，於1988年3月13日成立香港公開進修學院籌備委員會。
1989年5月，香港公開進修學院正式成立，並根據於同年刊憲的《香港公開進修學院條例》授予頒授大學學位的法定資格，於同年7月進行首次招生。1991年，教育統籌司撥出何文田樂道中學及海星學校舊址，供香港公開進修學院建造永久校舍，並於1992年正式確認建校用地。1992年8月，香港政府公布接納香港公開進修學院畢業生，申請以大學學位學歷為入職條件的政府職位。

### 正名大學

香港公開大學時期的校徽，大學中文名稱由中國書法家啟功所題

1996年10月，香港政府授予香港公開進修學院自行評審資格，確認學院具有自行管理和保證課程質素的能力。1997年2月，香港总督会同行政局原則上同意香港公開進修學院正名為大學。1997年5月，香港立法局三讀通過，香港公開進修學院正名為香港公開大學（The Open University of Hong Kong），成為香港第七所法定大學。新校徽內的中文校名由名書法家啟功先生題寫。

### 轉型全日制綜合大學
2001年9月，大學首次開辦全日制學位課程。
2003年–2014年，梁智仁院士（中国科学院院士、香港学术评审局前主席、香港医院管理局前主席）担任大学校长。
2008年6月，大學的全日制護理學榮譽學士課程通過香港護士管理局的專業資格評審。
2019年9月，大学增设物理治疗学本科课程，该计划符合香港物理治疗师委员会的要求和国际标准。获得认证后，毕业生将有资格作为注册物理治疗师执业。

### 改善學科佈局
2021年9月1日，香港法例第1145章《香港都會大學條例》生效，學校正式啟用香港都會大學（Hong Kong Metropolitan University）為法定名稱。
2021年9月19日，时任香港特别行政区行政长官、香港都会大学校监林郑月娥女士，出席大学讲座并发言“虽然现在特区政府没有计划成立第三间医学院，但其实我们十分欠缺其他辅助医疗人才，无论是护士、物理治疗师、职业治疗师，以至在化验室的辅助员都是非常缺乏，所以我在此亦鼓励都会大学可以向这个方向发展，特区政府一定会全面配合”强调特区政府会鼓励、配合都大医疗及护理学科发展。
2022年3月，香港都会大学与岭南大学合办硕士双学位课程。4月，都会大学增設科学研究理学硕士（MSc Scientific Research）开设生物研究、化学研究、环境研究、电气和电子研究、物理和机械研究、信息技术研究等专业領域。
2022年5月，香港都会大学增設医疗化验科学理学硕士，成为继香港大学、香港中文大学、香港理工大学后香港第四所开设医疗化验科学相关硕士課程的大学。健康及护理学院继开办护理学（中医护理）、智能安老及老年学硕士课程后，与善宁会合作增设理学硕士（全面纾缓照护）。
2022年5月，香港都会大学在JUPAS大學聯合招生辦法中物理治疗学於中文科、英文科、生物科及物理科加權為2倍後的最佳5科收生分數平均為DSE 36分（不加權下五科約為20分）。都大中、英文教育学科与香港教育大学中、英文教育学科的收分基本持平。

### 學院架構
香港都会大学因应香港以至整个区域的发展需求，积极推动科研，已成为一所综合性大学。现时，都大在以下六所学术学院开设了哲学硕士（MPhil）、哲学博士（PhD）专业及领域，如下：

#### 护理及健康学院
再生医学、临床护理实践、慢性病与康复、中医护理、物理治疗、管道化合物在癌症治疗中的转化研究、癌细胞生物学、 急诊护理、系统评价、临床试验、遗传和生命历程流行病学、微生物学、中草药研究、癌细胞生物学、中医药标准化、分子病理学、神经康复、临床神经病学、发育障碍、神经肌肉功能、神经康复、癌症康复、神经肌肉骨骼理疗等哲学硕士（MPhil）、哲学博士（PhD）专业及领域。

#### 科技学院
工业4.0、3D 几何处理、智能电网的大数据分析、广义线性混合模型、零膨胀泊松模型、多级统计模型、人工智能、区块链技术、计算机视觉、物联网（IoT）、能源监控和管理、智能交通、无线电资源管理、环境生物化学、沿海湿地、动植物生理学、食品和健康、细胞和分子生物学、发育生物学、药理学治疗、中药鉴定、分子微生物学、基因工程、食品微生物学、微生物诊断、人畜共患病、医学实验室科学、蛋白质组学 、生物医学工程、移动医疗和远程医疗、拉曼光谱、生物医学信息学、植物生殖生物学、血管生物学、药理学、超分子科学、晶体工程和材料科学、计算机图形学等哲学硕士（MPhil）、哲学博士（PhD）专业及领域。

#### 人文社会科学院
中国古典文学与翻译、妇女研究（唐宋）、粤剧翻译、现当代诗歌与诗学、诗歌与视觉艺术、创意写作、香港文学、现当代中国文学、浪漫主义、19 世纪英国文学、文学理论与批评、文学翻译、期刊和报纸研究、数字广告、数字媒体、比较文学、性别研究、中国古典诗歌、文体学、汉学、人类学和翻译研究、文化翻译、中国古典思想、中国近代思想史、中国独立电影、刑事司法、犯罪学、认知神经科学、劳动经济学、应用计量经济学、货币经济学、宏观经济学、国际金融、中国政治经济、中国银行业、制度经济学、比较公务员制度、银行治理、社交媒体和数字传播、电影和电视制作等哲学硕士（MPhil）、哲学博士（PhD）专业及领域。

#### 李兆基商業管理学院
会计、银行和金融、商业信息系统、中国商法、国际商务、市场营销、混合创业、组织行为、创新管理、员工健康和福祉、公司治理、国际业务、新兴市场战略、消费者行为、商业智能、金融技术、银行效率、银行监管、货币发行局制度、绿色金融、金融衍生品、投资组合管理、资产定价、新兴金融市场、决策支持系统、财务会计、管理和成本会计、税务、证券估值、实证资产定价、投资策略、新兴市场、运营管理、资产定价模型、投资分析和投资组合管理、新兴股票市场、市场微观结构、行为金融、能源市场、国际贸易和外国直接投资等哲学硕士（MPhil）、哲学博士（PhD）专业及领域。

#### 教育及語文学院
应用语言学、课程研究-学习和评估、教育中的数据科学、远程教育、戏曲和戏剧教育、幼儿教育、教育领导和管理、第一和第二语言学习和习得、基于体裁的英语和汉语研究、包容性教育、信息素养、教育中的信息技术、语言和文学研究、语言教育、数学教育、语言学习和语言使用技术的中介、教育政策分析、教学心理学、特殊教育需求和特殊教育、STEM 教育、教师教育、健康与健康教育等哲学硕士（MPhil）、哲学博士（PhD）专业及领域。

#### 李嘉诚专业进修学院
流行病学与公共卫生、全球健康、医药政策、药理学和药代动力学、血管生物学、干细胞生物学、人类病理生理学、神经科学、分子生物学、发育神经科学、癌症生物学、转化医学、营养学、功能性食品开发、健康技术、3D 食品打印等哲学硕士（MPhil）、哲学博士（PhD）专业及领域。
都大亦在相应学科培养授课型硕士（Taught Postgraduate）。此外，都大开设教育博士（EdD）、工学博士（DEng）旨在为香港及亚太地区培养教育、工程业界高级专门人才。

## 学术泛论

### 學術交流、合作項目
香港都會大學與內地多個大學合作開辦工商管理碩士課程，旨在培養多元復合型領導人才，曾合作的大學有暨南大學、汕頭大學、湖南大學、山東大學、華東理工大學、西南財經大學、哈爾濱工業大學等。此外，都大與法政大學、中國醫藥大學等高校簽署合作協議。
2022年，都大與嶺南大學合作開展碩士雙學位辦學，共同推進香港高等教育進步、推動社會科學研究發展。

### 學生實習與交流
都大各個學院及學生事務處每年為學生提供不同類型的交流及實習計劃，學生亦可參加由政府或其他專業團體所舉辦的國際交流活動。參與計劃的地區包括中國大陸、美國、英國、法國、比利時、土耳其、澳洲、日本、新加坡和台灣等。包括北京大學、巴黎第二大學、麻省理工學院、有利建築（新加坡）有限公司、谷歌等知名高校、企業。

### 大學排名
- 2022年SCImago全球大学及科研机构排名榜单，都大全球科研能力排名（Research Rank）462位[43]，是香港上榜的九所大学之一。
- 「港人眼中的大專院校排名調查2017」中，都大在市民評分中排名第8位[44]。
- 香港都會大學的「創意寫作」課程也在中國高校學科評估中排名第11位[45]。
- 根據非學術排名的網站[46]uniRank，2021年都大在「網絡存在和受歡迎程度」於世界排名第797，於香港排名第7[47]。
- 2021年8月自然指数（nature index）分数排名更新，都大於香港排名第8[48]。
- 2026年QS世界大學排名，都大排名第781-790位[15]；2025年QS亞洲大學排名，則位列第541-560位[49]。

## 組織架構
《香港都會大學條例》（香港法例 第1145章）規定大學校監為香港特別行政區行政長官或行政長官所委任的一名人士（1997年6月30日前為香港總督）。
- 校監：李家超先生
- 副校監：方正博士
- 校董會主席：黃天祥博士工程師
- 校董會副主席：湯修齊先生
- 司庫：鄭家駒先生
- 校長：林群聲教授
- 學術副校長：關清平教授
- 校長高級顧問：呂汝漢教授
- 副校長（研究及拓展）：郭予光教授
- 副校長（行政及機構發展）：鄺志良教授
- 副校長（策略規劃）及署理李兆基商業管理學院院長：區啓明教授
- 署理人文社會科學院院長：文潔華教授
- 教育及語文學院院長：錢志安教授
- 護理及健康學院院長：黃婉霞教授
- 科技學院院長：王富利教授
- 公開進修學院院長：李錦昌博士
- 李嘉誠專業進修學院院長：曾德源博士

### 教學及研究單位
大學的學術部門由下列學院組成：
- 人文社會科學院[51]
- 李兆基商業管理學院[52]
- 教育及語文學院[53]
- 護理及健康學院[54]
- 科技學院[55]
- 公開進修學院[56]
- 李嘉誠專業進修學院[57]

大學設立研究事務處，其主要工作為監察大學的研究活動、支援大學教職員進行之研究，以及統籌發展項目。大學所設立的研究所及中心包括：
- 創新科技與持續發展研究所[58]
- 公共及社會政策研究中心[59]
- 開放及創新教育研究所[60]
- 雙語教學研究所[61]
- 國際商業及管治研究所[62]
- 數碼文化與人文學科研究所[63]
- 田家炳中華文化中心[64]
- 研究事務及知識轉移處[65]

## 歷任校長
| 任 | 肖像 | 校長        | 上任           | 卸任                   | 備註                                                                                            |
| -- | ---- | ----------- | -------------- | ---------------------- | ----------------------------------------------------------------------------------------------- |
| 1  |      | 司文同 教授 | 1989年         | 1991年                 | 英國社會學家，前英國公開大學副校長                                                              |
| 2  |      | 鄧立真 教授 | 1991年         | 1995年                 | 馬來西亞拿督，教育家                                                                            |
| 3  |      | 譚尚渭 教授 | 1995年         | 2003年                 | 前香港中文大學副校長                                                                            |
| 4  |      | 梁智仁 教授 | 2003年 12月1日 | 2014年 3月31日         | 前香港醫院管理局主席、前香港学术评审局主席、中國科學院院士                                      |
| 5  |      | 黃玉山 教授 | 2014年 4月1日  | 2021年 3月31日         | 前香港科技大學行政副校長、時任全國人大代表、港區全國人大代表團副團長、前消費者委員會 (香港)主席 |
| 6  |      | 林群聲 教授 | 2021年 4月1日  | 2029年 3月31日（待定） | 前香港城市大學副校長（學生事務）                                                                |

## 校園發展

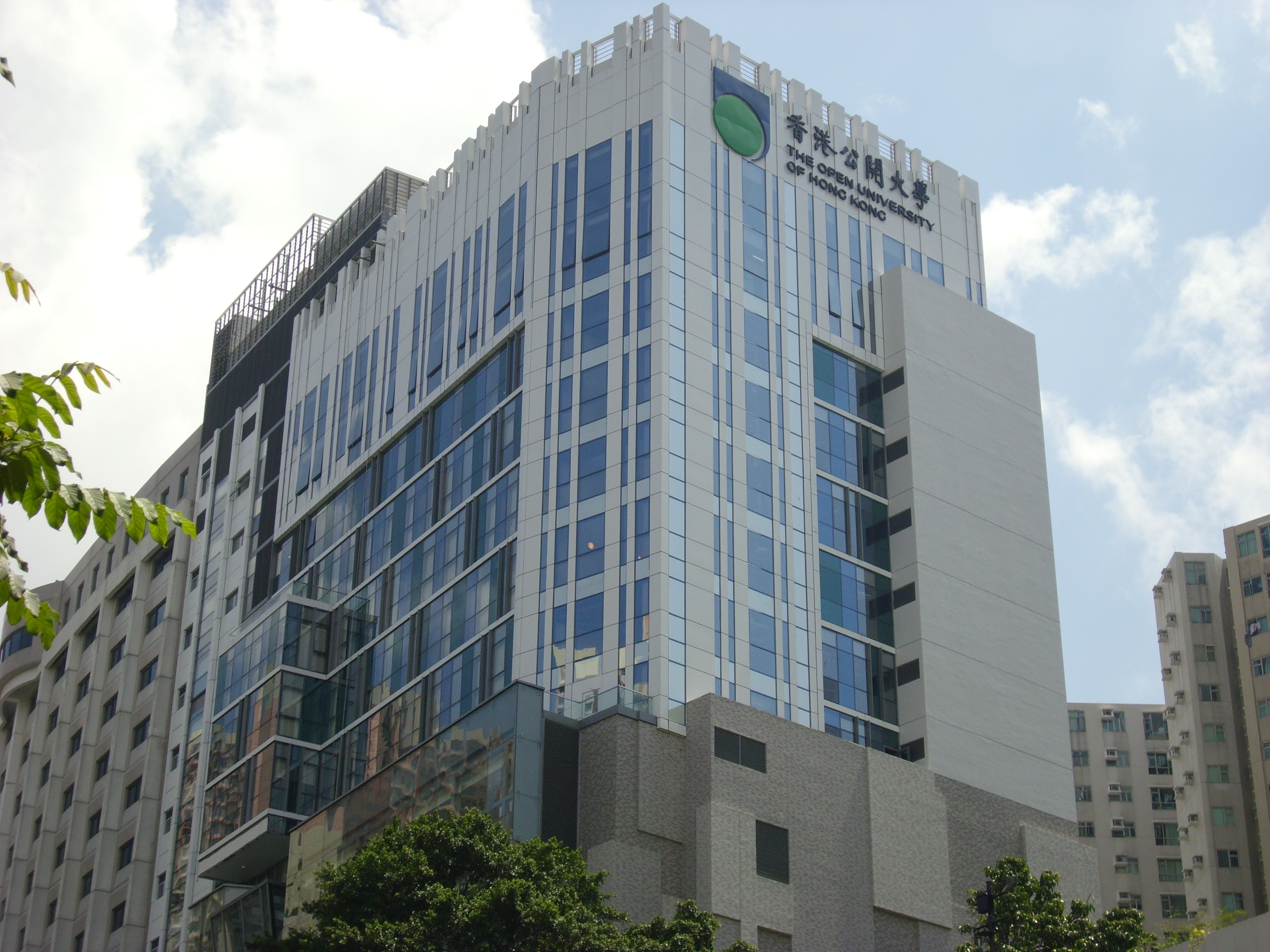
香港都會大學第二期校舍（郭得勝樓），面向佛光街

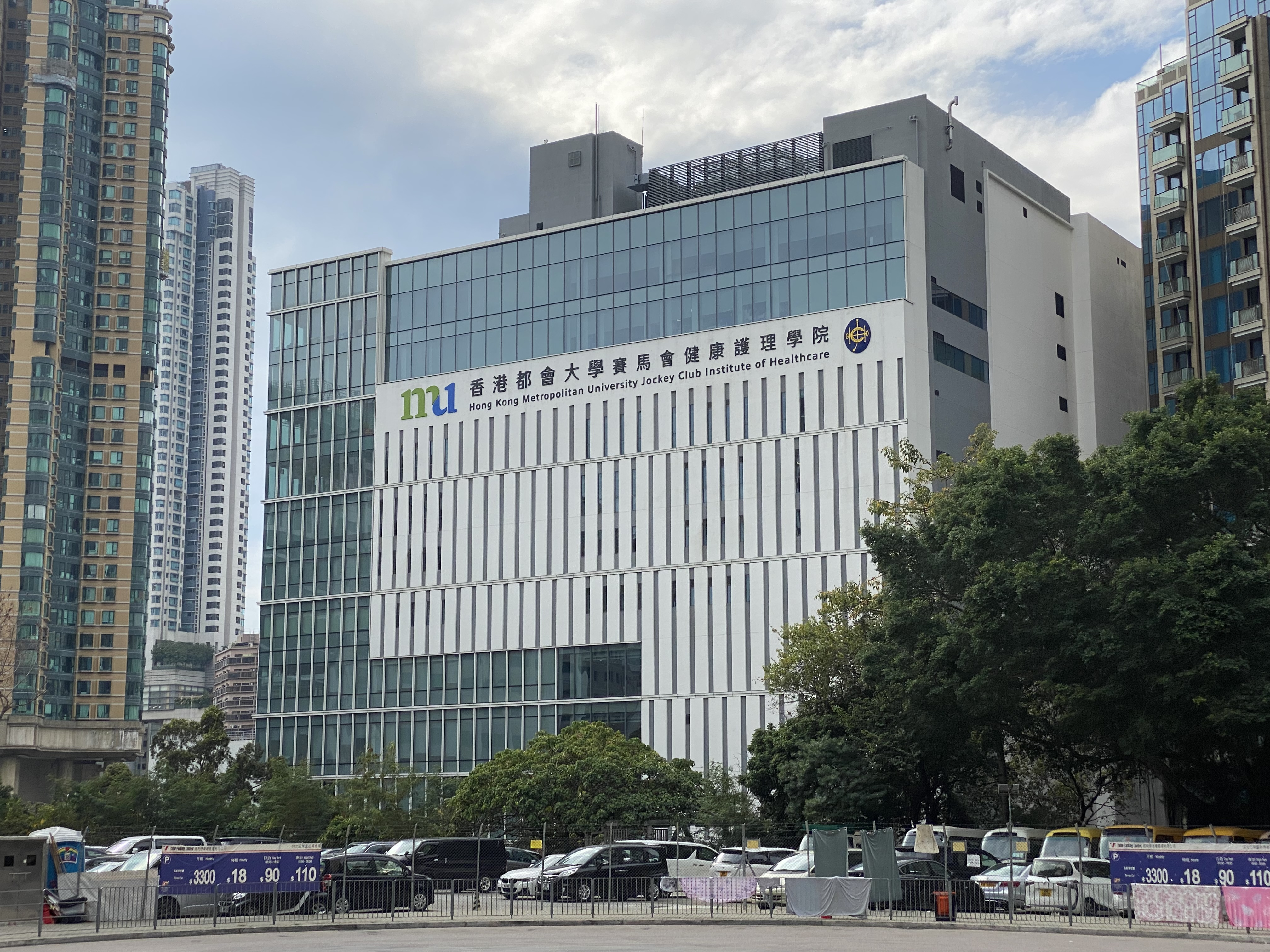
香港都會大學護理及健康學院

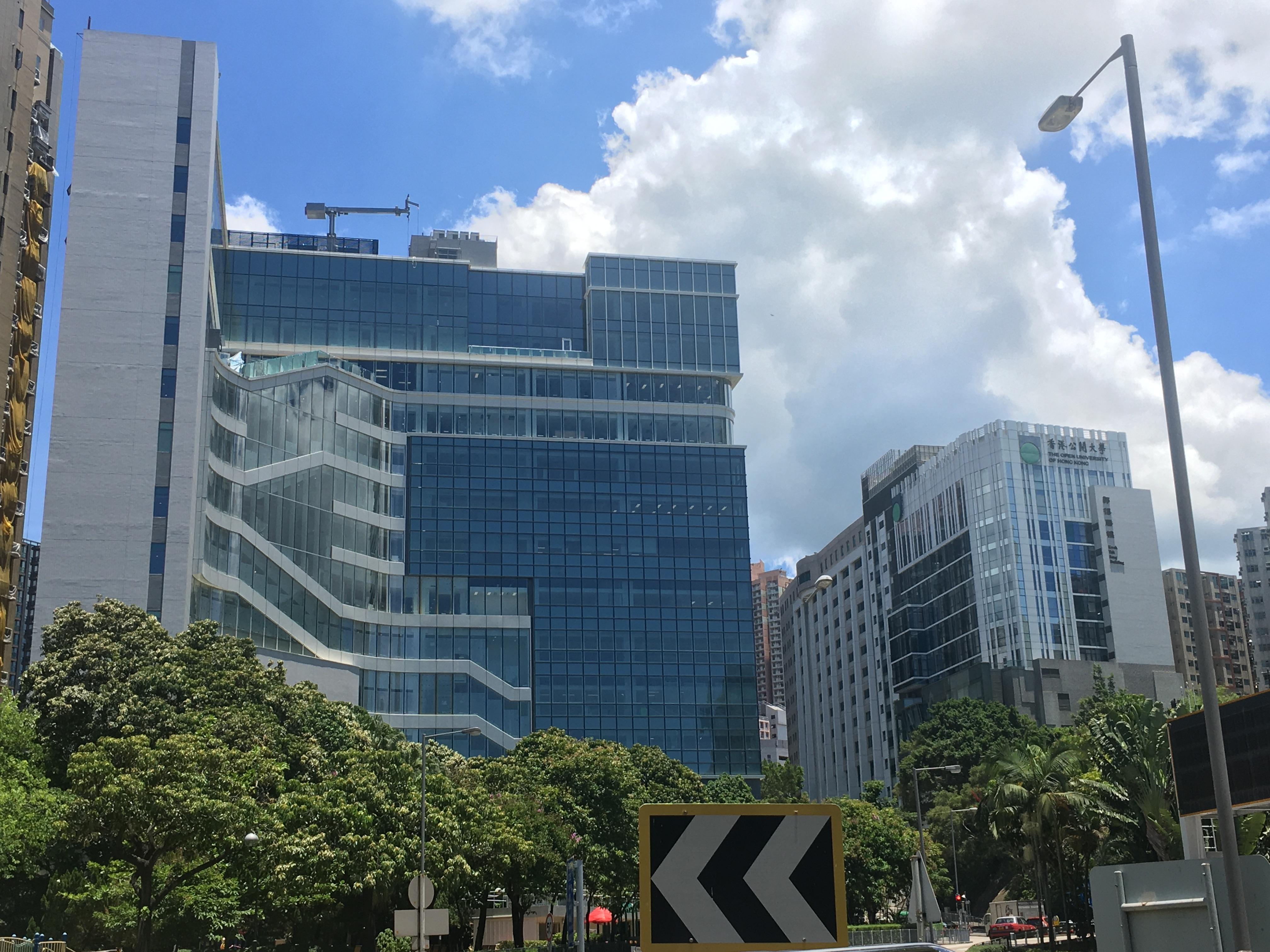
香港都會大學正校園和賽馬會護理及健康學院

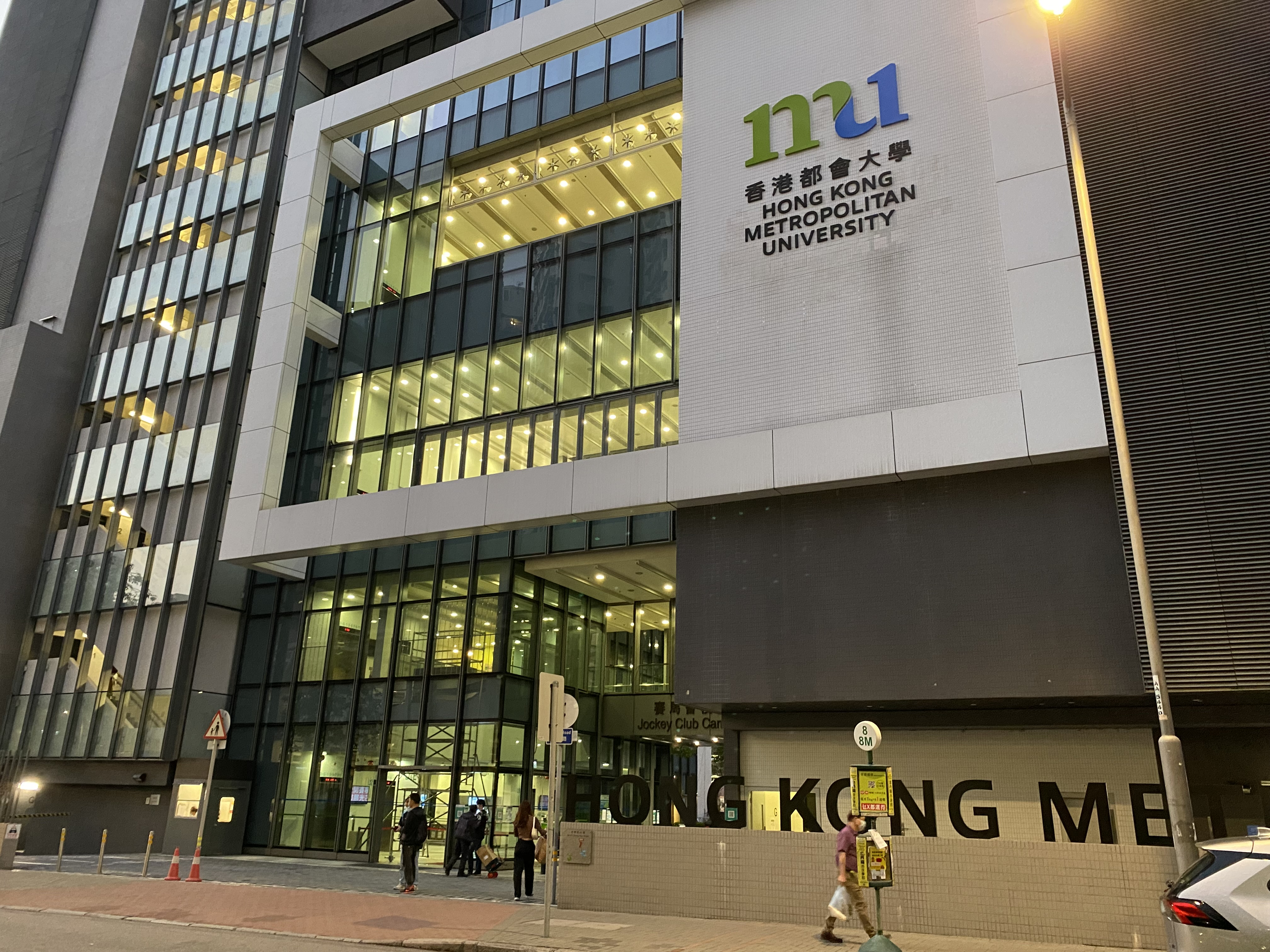
香港都會大學（賽馬會校園）入口

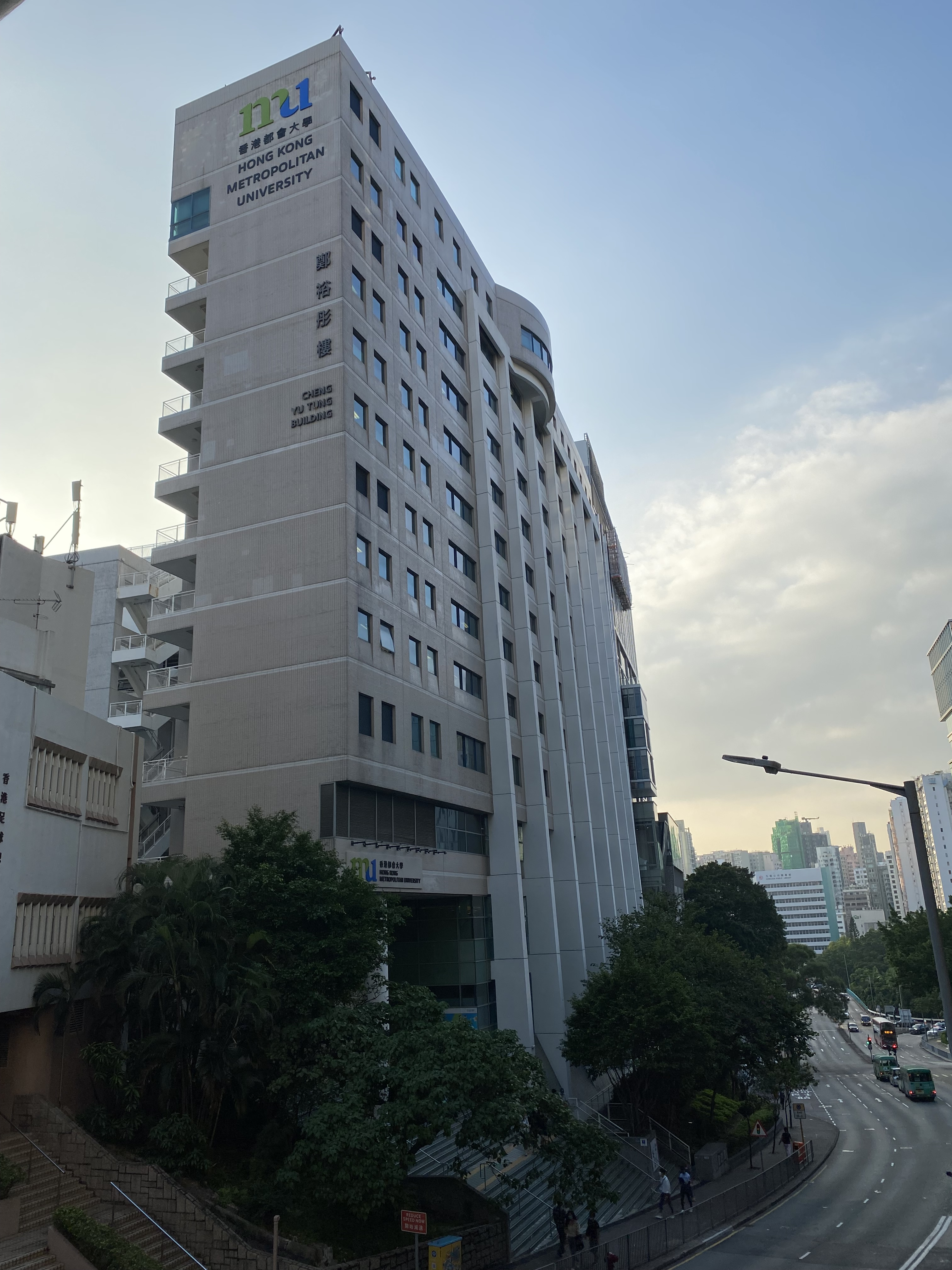
佛光街的大學主校園

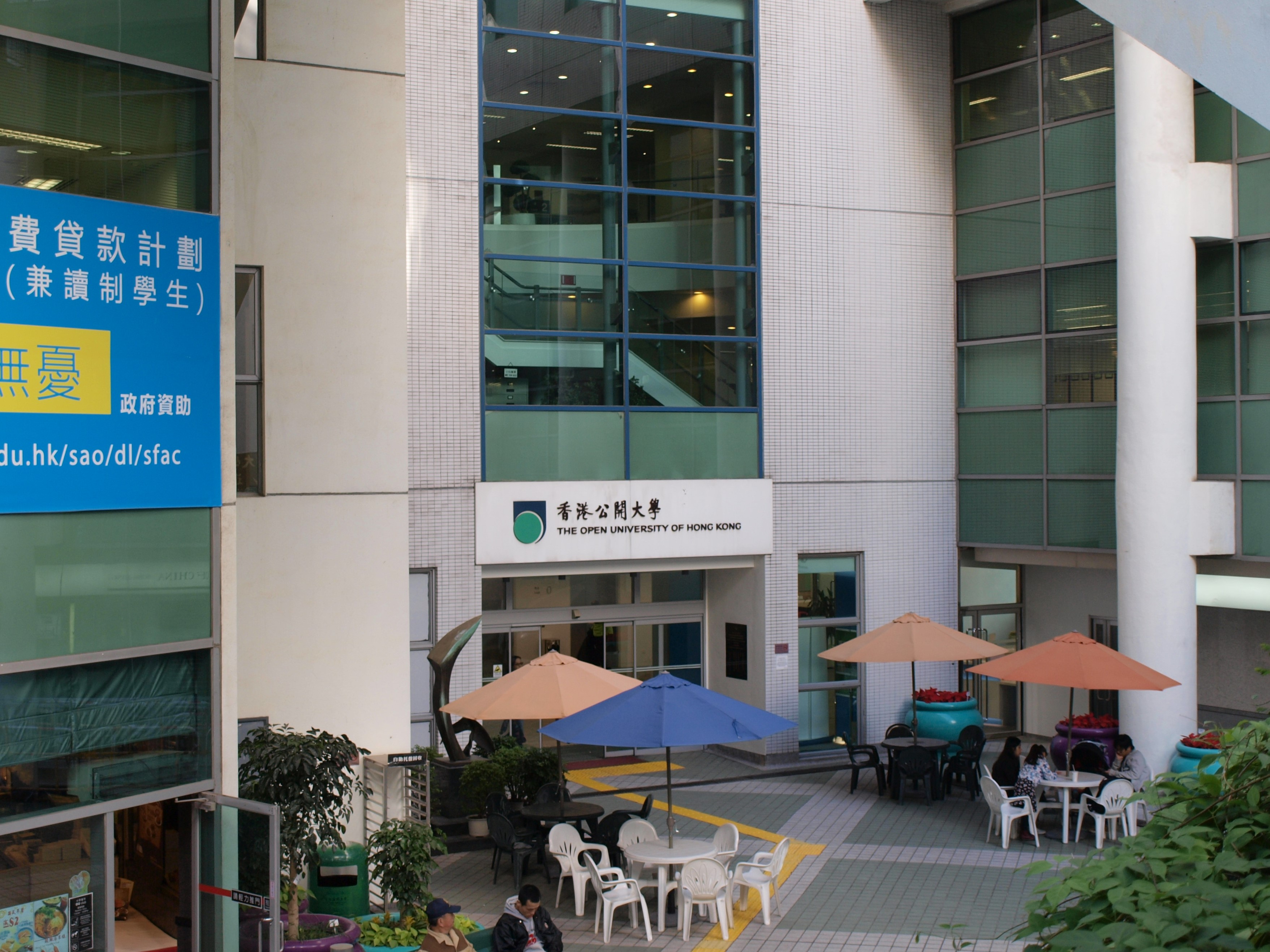
香港都會大學正校園大樓的正門及蕭曾鳳群廣場

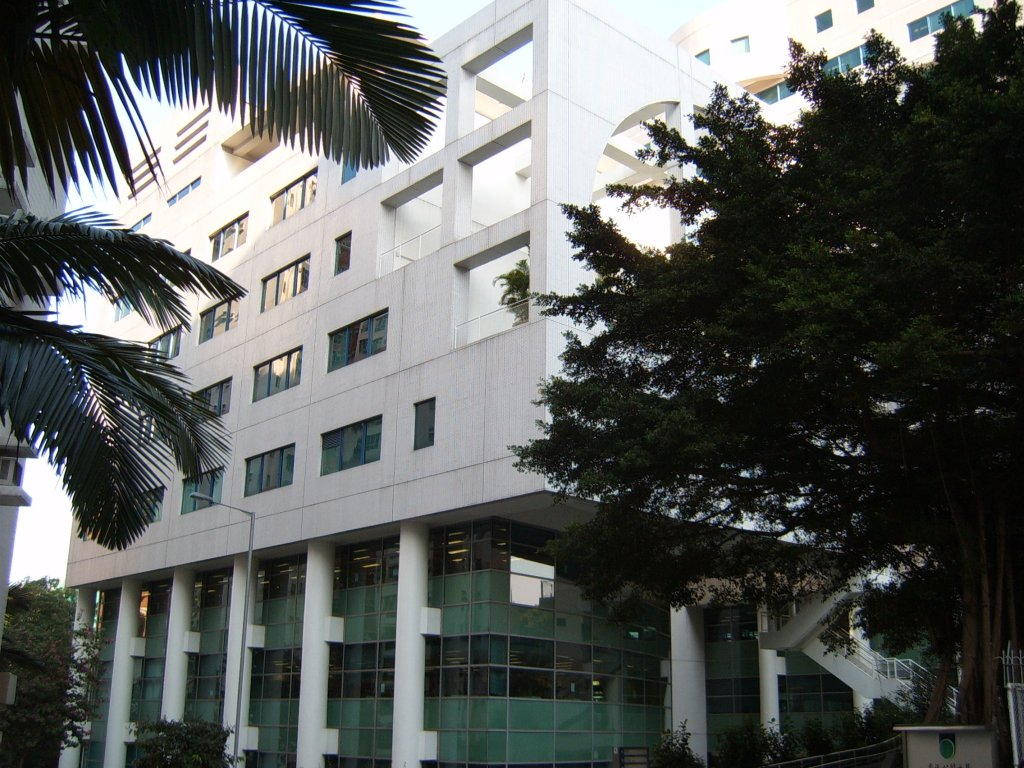
香港都會大學低座校舍，面向牧愛街

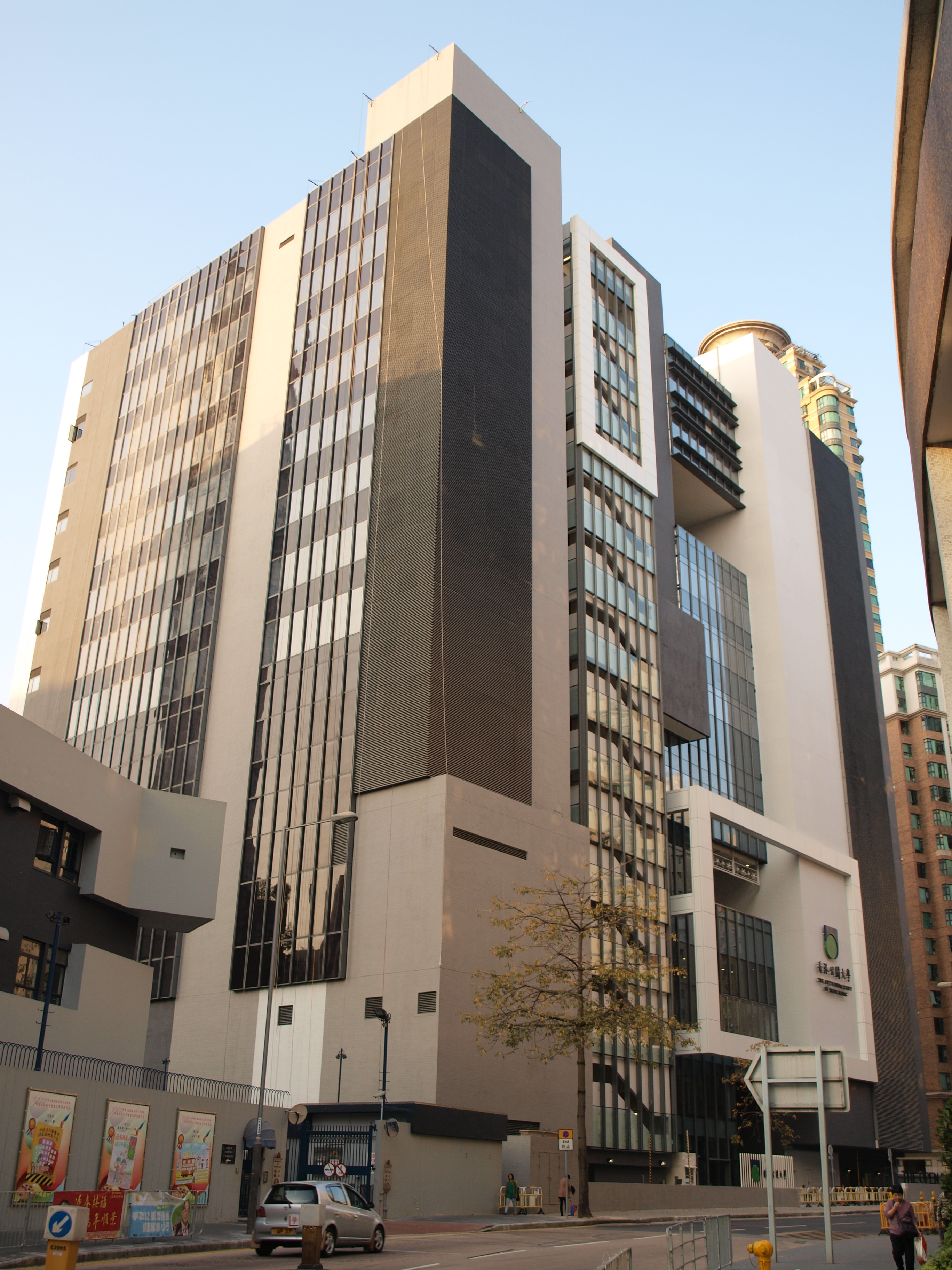
香港都會大學（賽馬會校園）

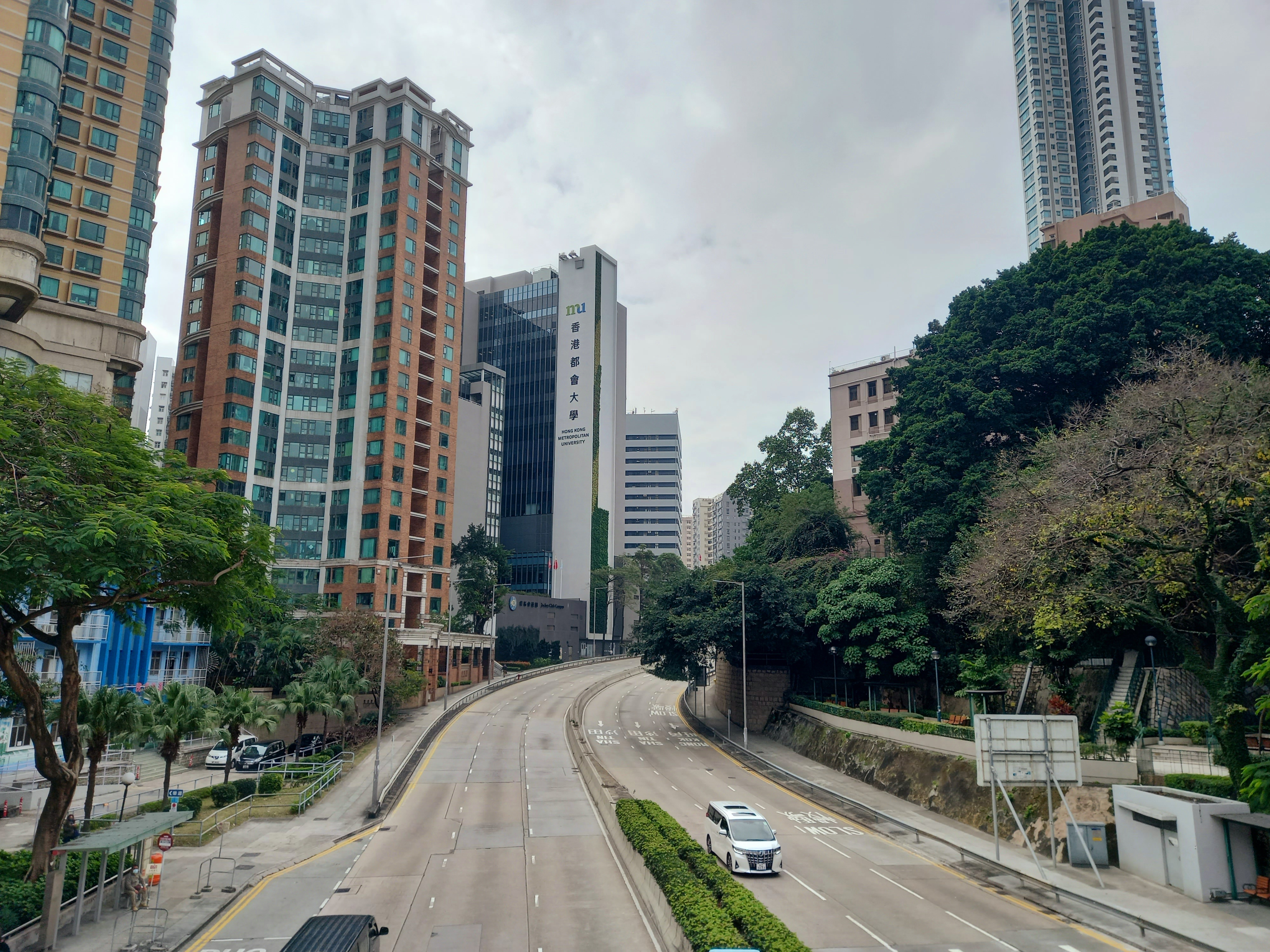
香港都會大學賽馬會校園（面向公主道）

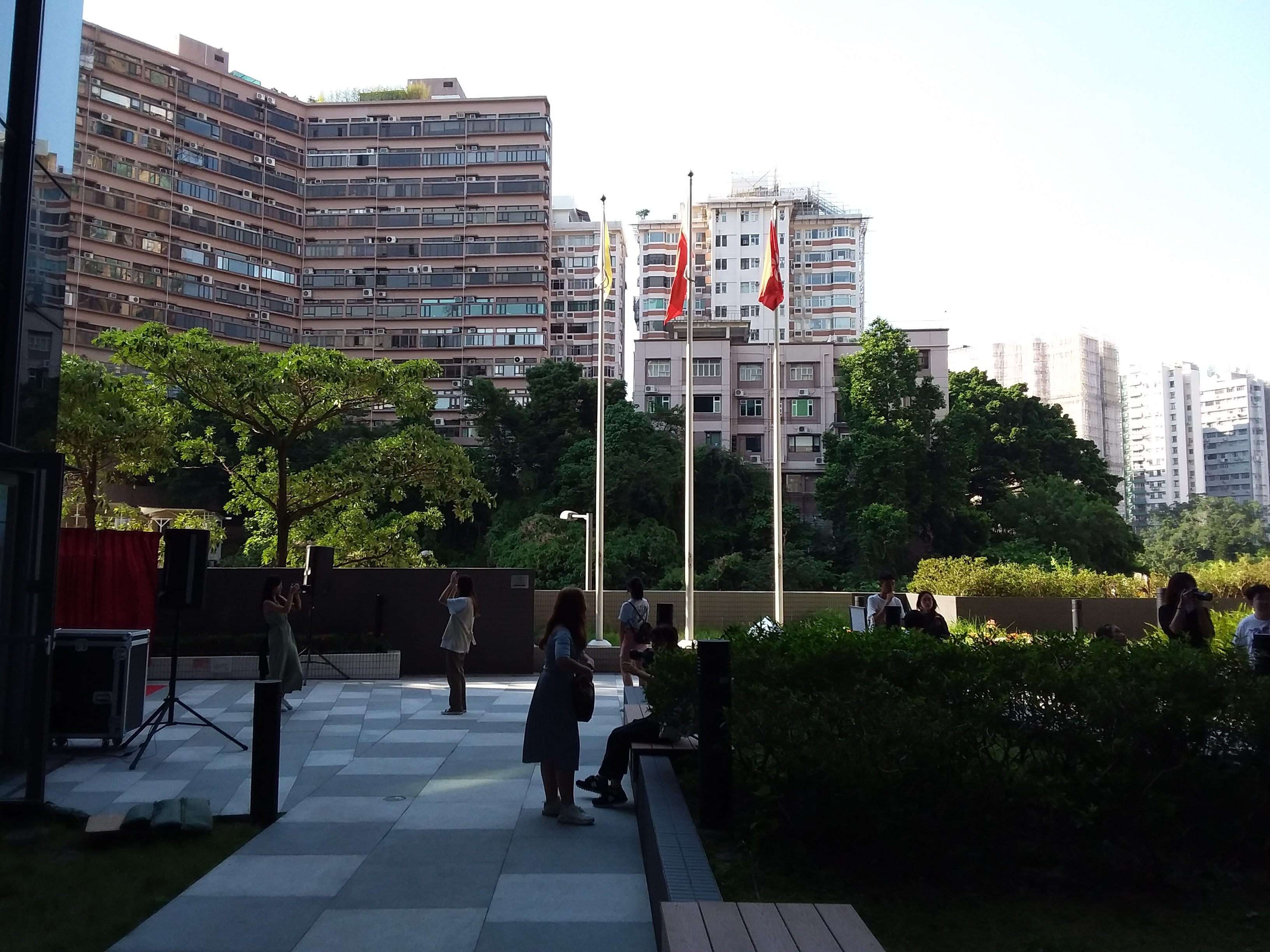
香港都會大學（賽馬會校園）廣場

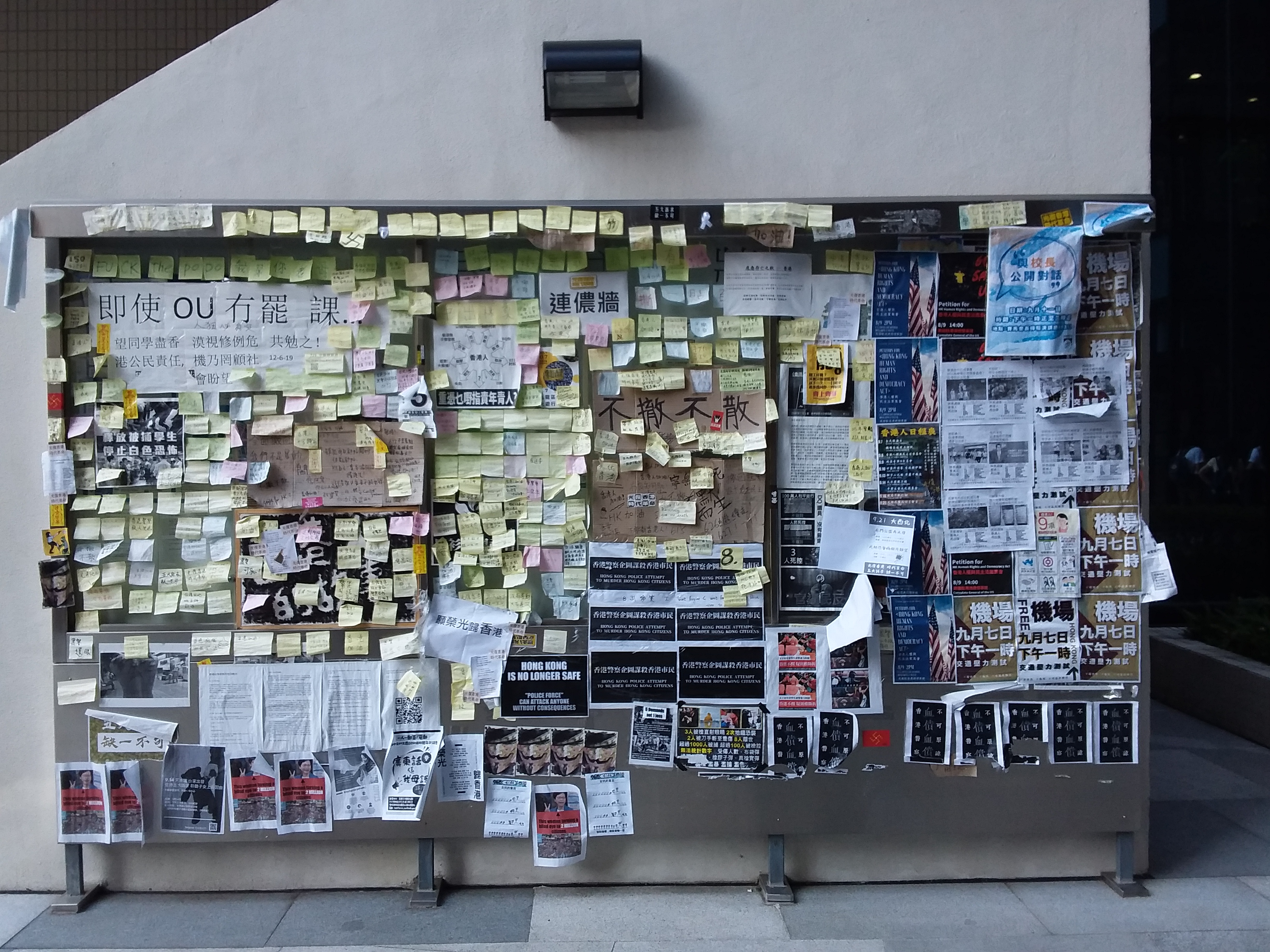
香港都會大學民主牆

大學在1989年建校時的校舍位於銅鑼灣興利中心（現已重建為希慎廣場），其後於1990年遷入位於旺角工業貿易署大樓（現為彌敦道700號）的原香港城市理工學院（現香港城市大學）臨時校舍。位於何文田牧愛街的樂道中學於1989年遷入沙田美林邨後，原址建築物連同海星學校舊校舍於1991年批予進修學院興建永久校舍，隨後於1992年確認批地並拆卸重建。為準備在何文田的永久校舍開幕，進修學院遷入位於何文田公主道的原海星小學校舍作為過渡性安排。
1996年4月，位於何文田的永久校舍啟用，為學生提供了理想的校園環境。
2000年7月，大學獲香港賽馬會資助的多媒體實驗室開幕。
2000年10月，位於上環信德中心的的港島教學中心開幕。大學爲答謝李嘉誠基金會捐款4,000萬港元支持設立港島教學中心，轄下的「持續及社區教育中心」冠名為「李嘉誠專業進修學院」。
2005年4月，由於學科種類增加及全日制學生的人數增長，大學租用毗鄰何文田永久校舍的何文田廣場一樓全層設立何文田廣場教學中心，直至2014年賽馬會校園建成啟用。
2005年5月，第二期校舍發展計劃展開，該計劃是在何文田校舍的停車場，興建一座樓高12層的教學大樓。整項建築工程開支約為1億7,000萬元，獲得各界人士捐助，包括郭得勝基金、田家炳基金、黃炳禮博士、楊雪姬、何鴻燊博士、蔣震工業慈善基金、鄭裕彤博士、李鉅能及各校友等。第二期校舍發展計劃獲立法會財務委員會通過借出1億2,000萬元免息貸款。郭得勝基金因捐款4,000萬元，支持大學興建第二期校舍，為答謝郭得勝基金的支持，大學將新建大樓命名為「郭得勝樓」。2006年8月，大學何文田第二期校舍舉行動土儀式。2008年1月22日，鄭裕彤博士因捐贈3,500萬元，支持興建第二期校舍，校董會一致同意將何文田校舍高座命名為「鄭裕彤樓」以作鳴謝。
2008年5月，臨床護理教學中心落成啟用，該教學中心為結合普通科、精神科及中醫藥護理模擬的教學中心。
2008年9月，大學第二期校舍啟用。
2010年9月，蕭志成先生捐款1,000萬元，並得到母親蕭曾鳳群女士及太太的大力支持。大學為答謝蕭志成先生及其家人，將何文田校舍正門庭院（中國銀行（香港）都會大學分行前）命名為「蕭曾鳳群廣場」。
2010年12月，大學獲教育局批出何文田忠孝街土地興建新校舍，預算工程開支約7億2,000萬元。2011年1月，忠孝街校舍發展計劃獲立法會財委會批出免息貸款3億1,700萬元。2012年2月，大學為答謝香港賽馬會捐款1億9,000萬元支持興建新校舍，新校園和設施獲命名為「賽馬會校園」和「賽馬會綜藝廳」。2012年2月28日，大學舉行動土儀式。
2012年8月，大學出售位於上環信德中心商場的港島教學中心單位，並在葵涌購置新教學中心。2013年9月，葵興教學中心啓用，「李嘉誠專業進修學院」遷至位於九龍貿易中心第2座的葵興教學中心。
2014年2月，大學賽馬會校園正式啓用。
2014年8月，大學獲得城市規劃委員會批准，把何文田常盛街已空置達11年的前香港房屋委員會展覽中心土地，改劃為政府機構或公共設施用途，以便用於興建新教學大樓。規劃署認為該發展不會對鄰近地區的交通及景觀帶來不良影響，而教育局也支持大學的擴建計劃，因此該申請獲得城規會通過。
2017年2月，大學公佈將於何文田校舍對面，位於常盛街的前香港房屋委員會展覽中心地皮，興建一所護理及健康教學綜合大樓，以回應社會未來因人口老化而對專業健康護理人才需求的增加及種種挑戰。大樓的建築工程被批予承建商華營建築，預算耗資8億5千萬港元，其中4億港元獲政府批出免息貸款，而香港賽馬會亦出資捐助興建。
2024年，大學以約26.5億港元購入紅磡灣紅鸞道祥祺中心，並命名為「MU Tower」。

## 校園及設施

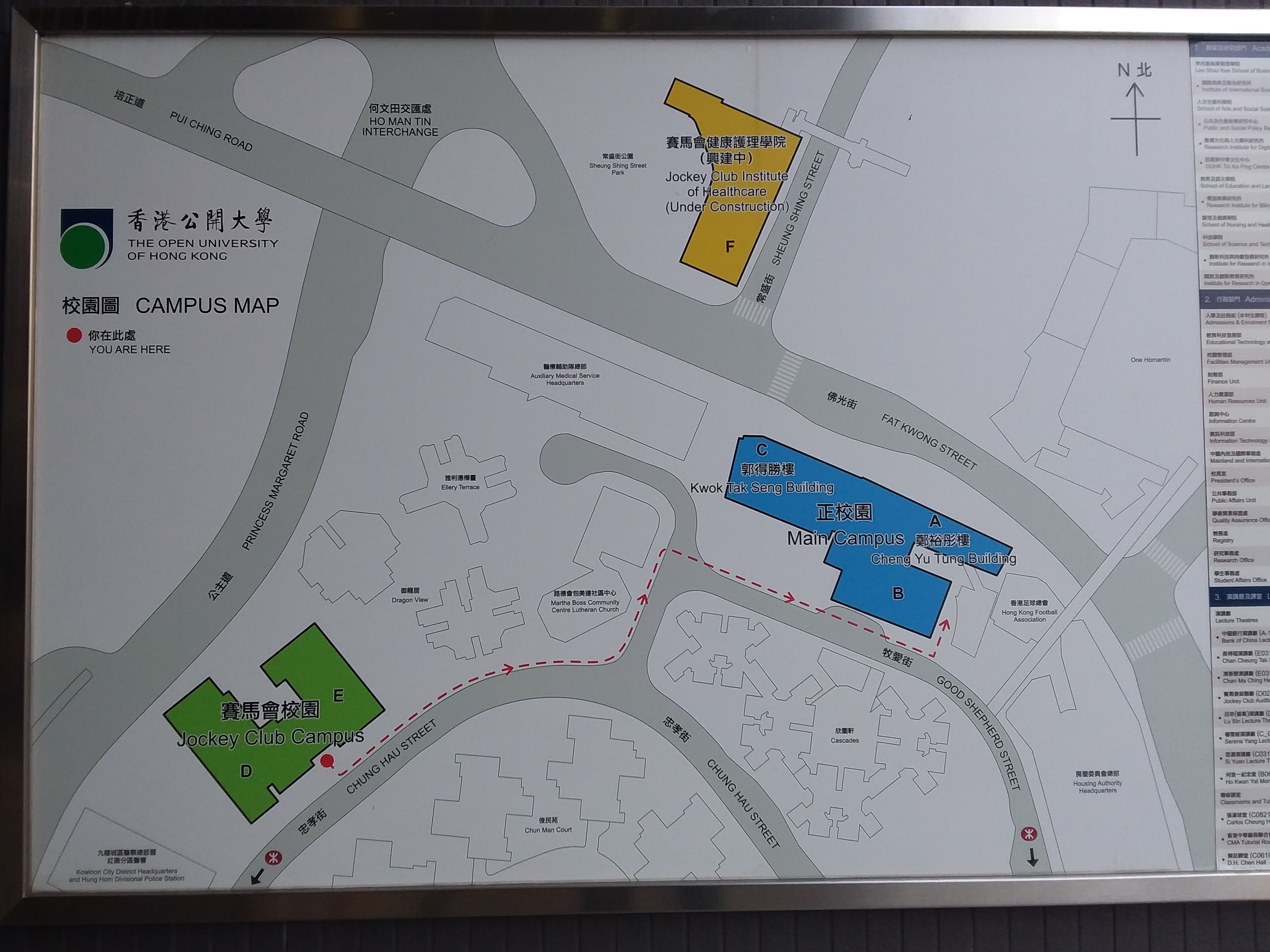
都大校園地圖

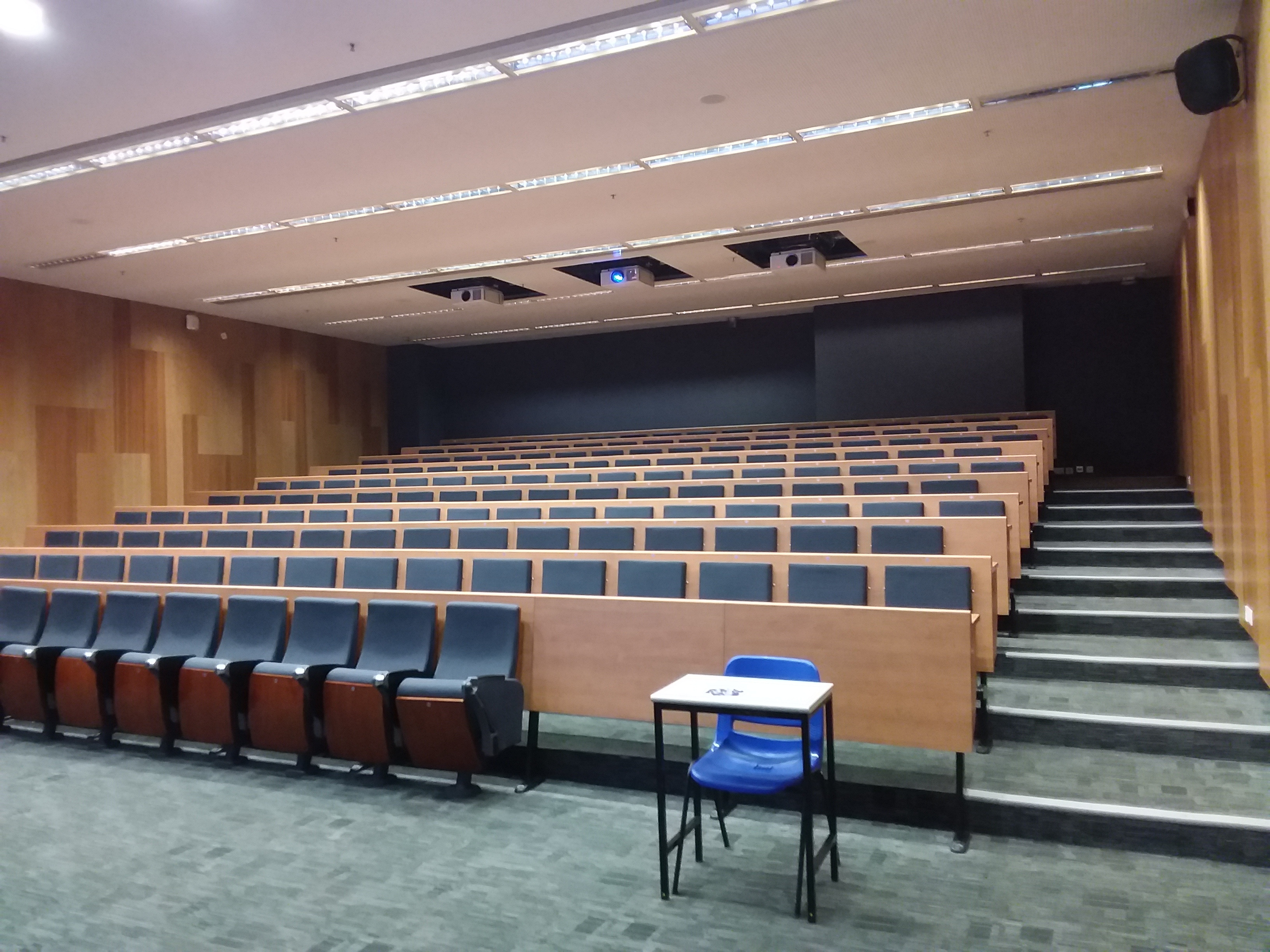
賽馬會校園演講廳

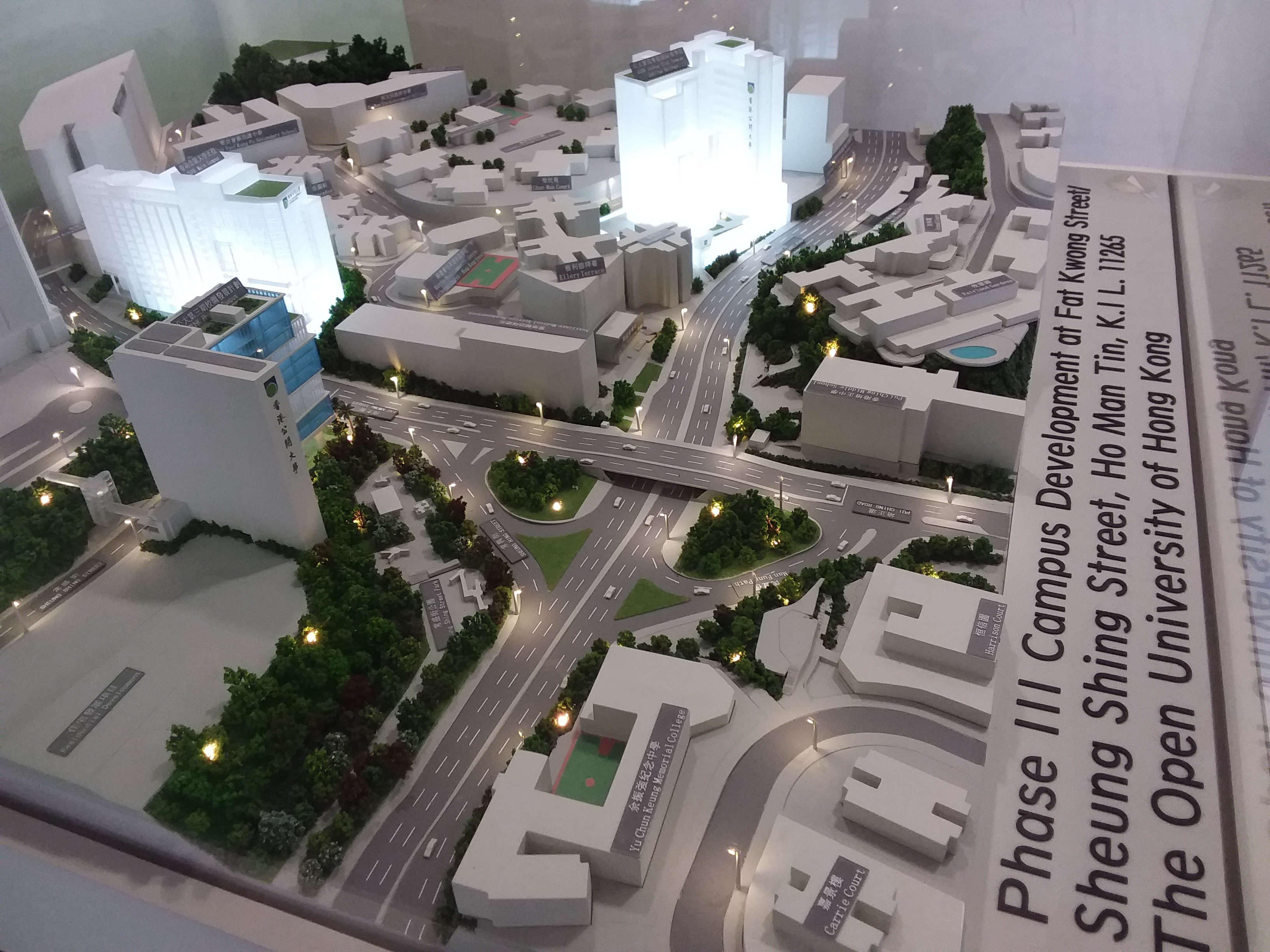
都大校園模型

### 本部校園
大學本部校園位於九龍何文田。由正校校園（Main Campus, MC）、賽馬會校園（Jockey Club Campus, JCC）以及賽馬會健康護理學院（Jockey Club Institute of Healthcare, IOH）所組成，總樓面面積約72,860平方米。
正校校園位於何文田牧愛街30號，鄰近紅磡警署、聖公會蔡功譜中學、中國香港足球總會、醫療輔助隊總部。校園由A、B、C三座大樓組成，總樓面面積約33,080平方米。
- A座 鄭裕彤樓：第一期校舍高座 ，面向佛光街
- B座：第一期校舍低座，面向牧愛街
- C座 郭得勝樓：第二期校舍 ，面向佛光街

正校校園備有圖書館、演講廳、導修課室、自修室、休息室、餐廳、咖啡廳、銀行、諮詢中心、教材派發中心、郵件室、茶水間、多用途禮堂、更衣室、語言實驗室、電腦實驗室、影音製作室、音樂室、樂隊室、輔導室及停車場等，亦有專為殘疾人士而設的輔學設施。

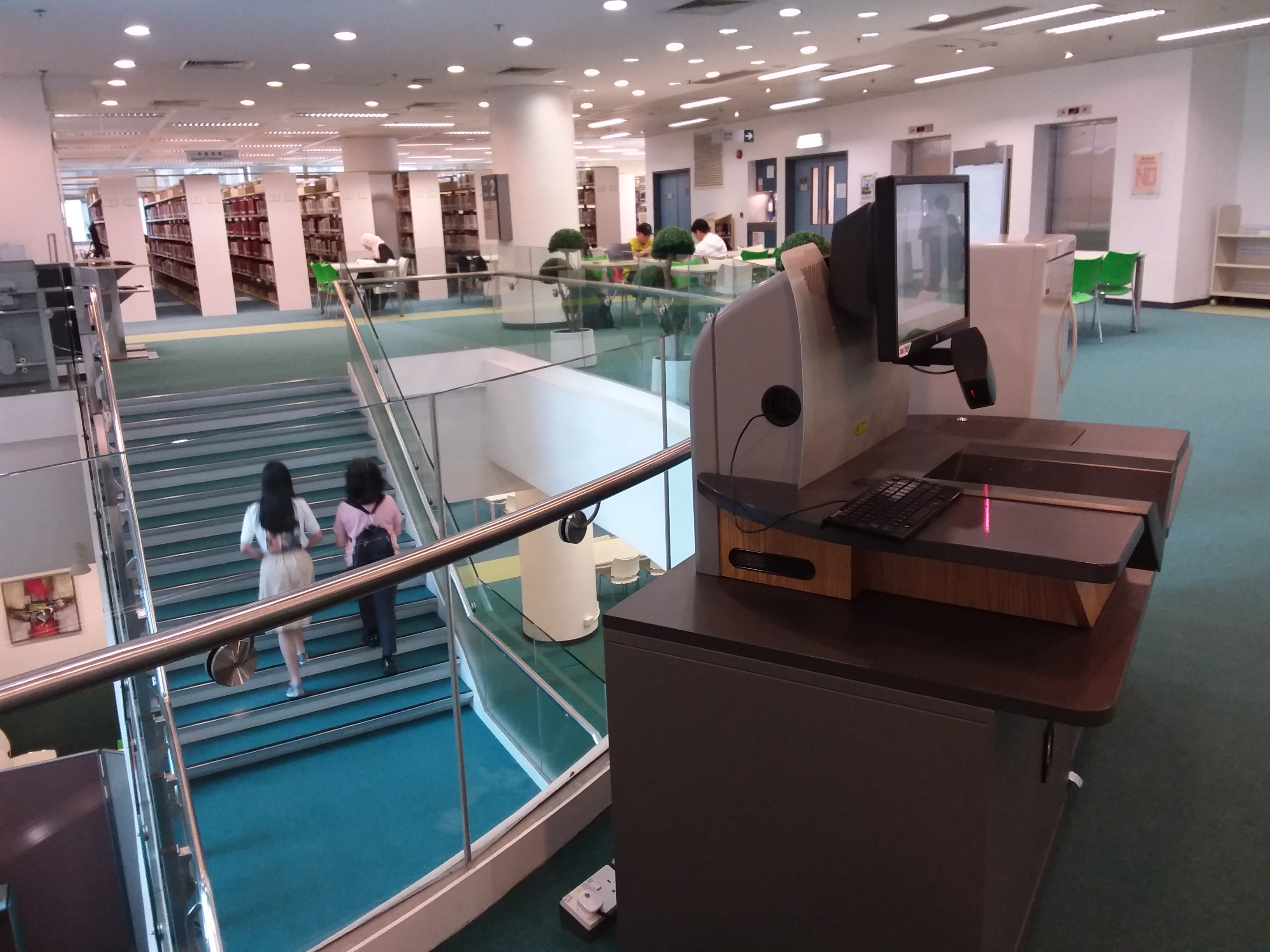
何鴻燊圖書館
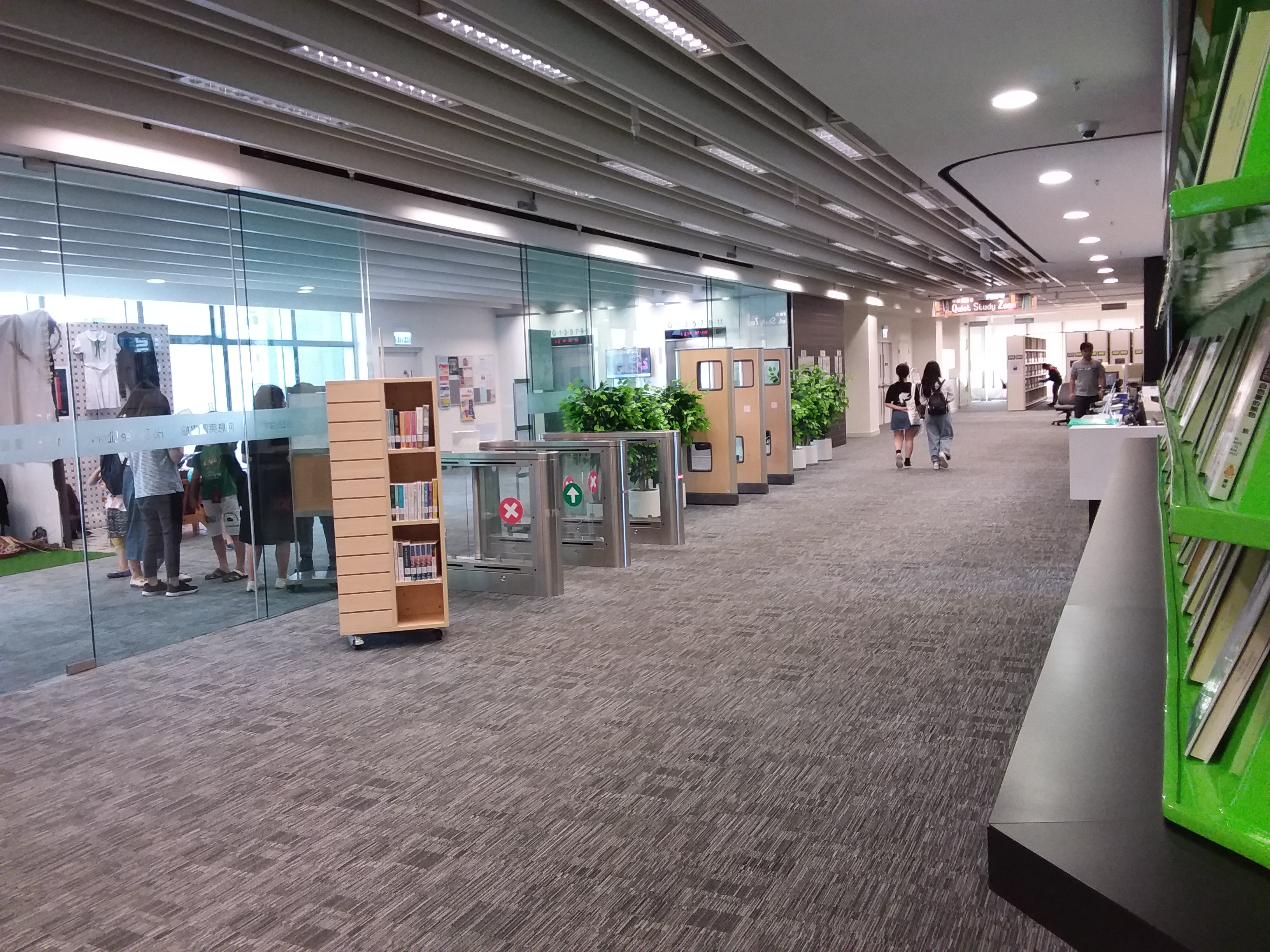
何息夷圖書館
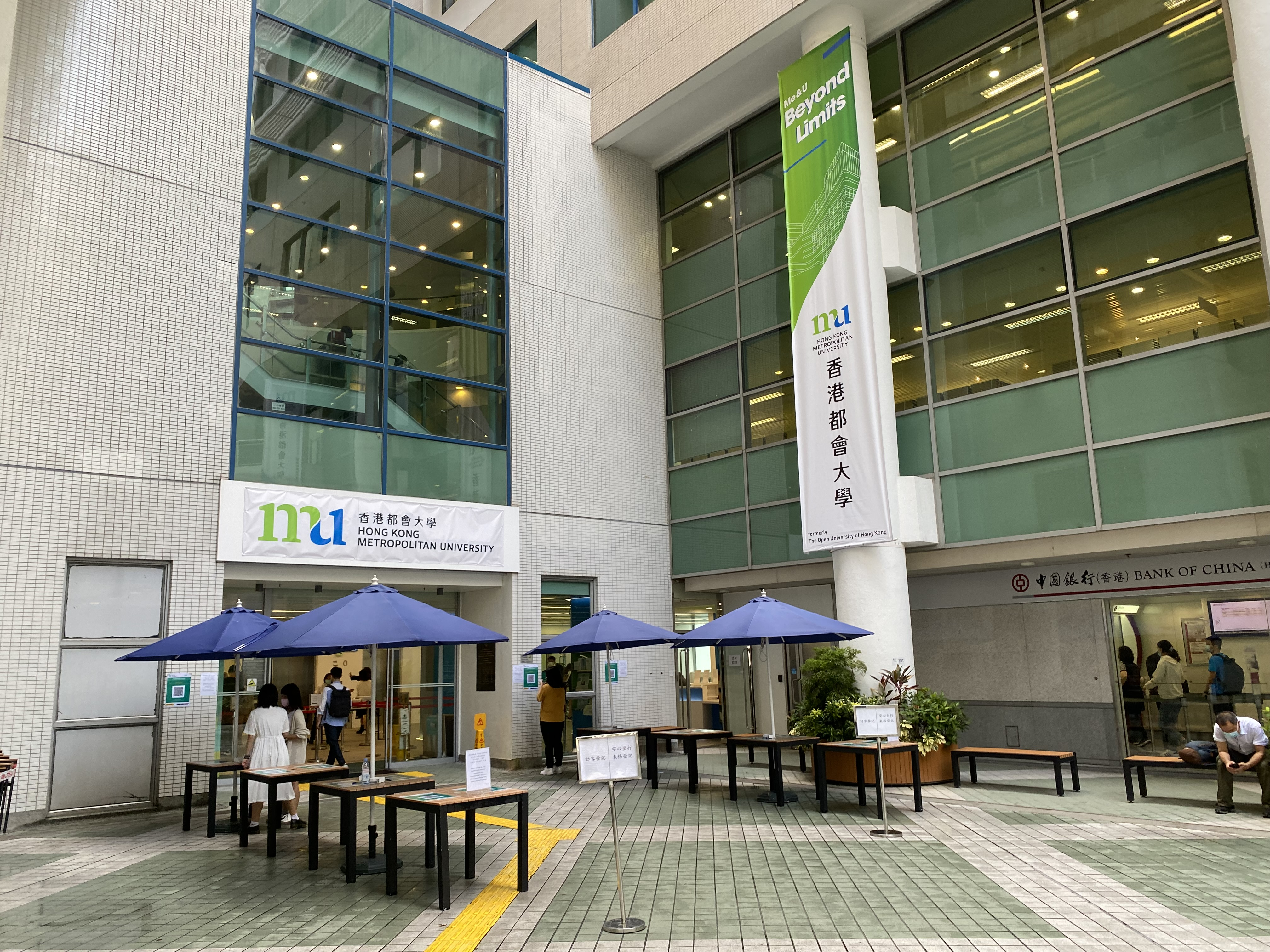
出入口登記櫃位
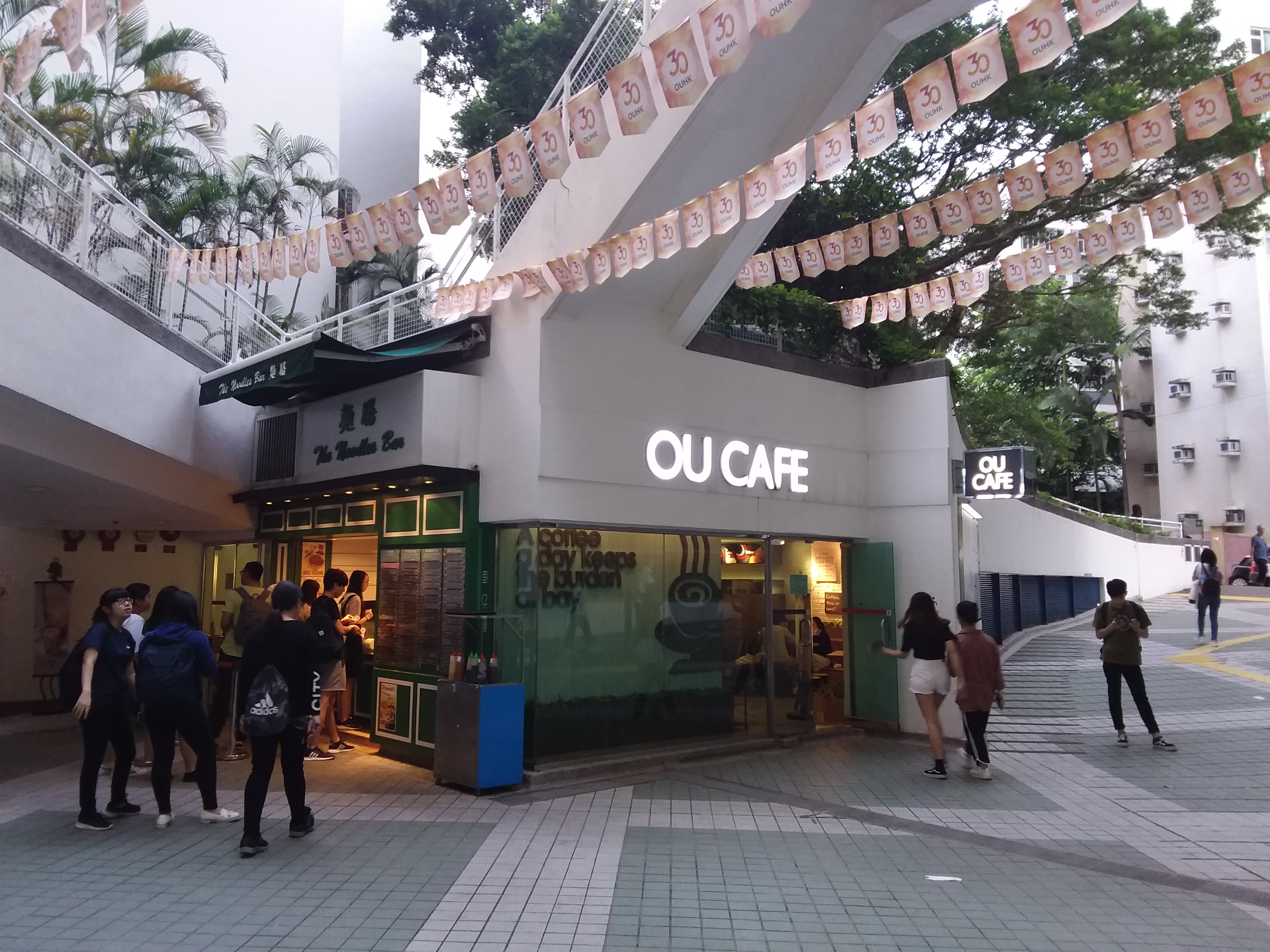
位於香港都會大學何文田正校園，由太平洋咖啡經營的MU CAFE
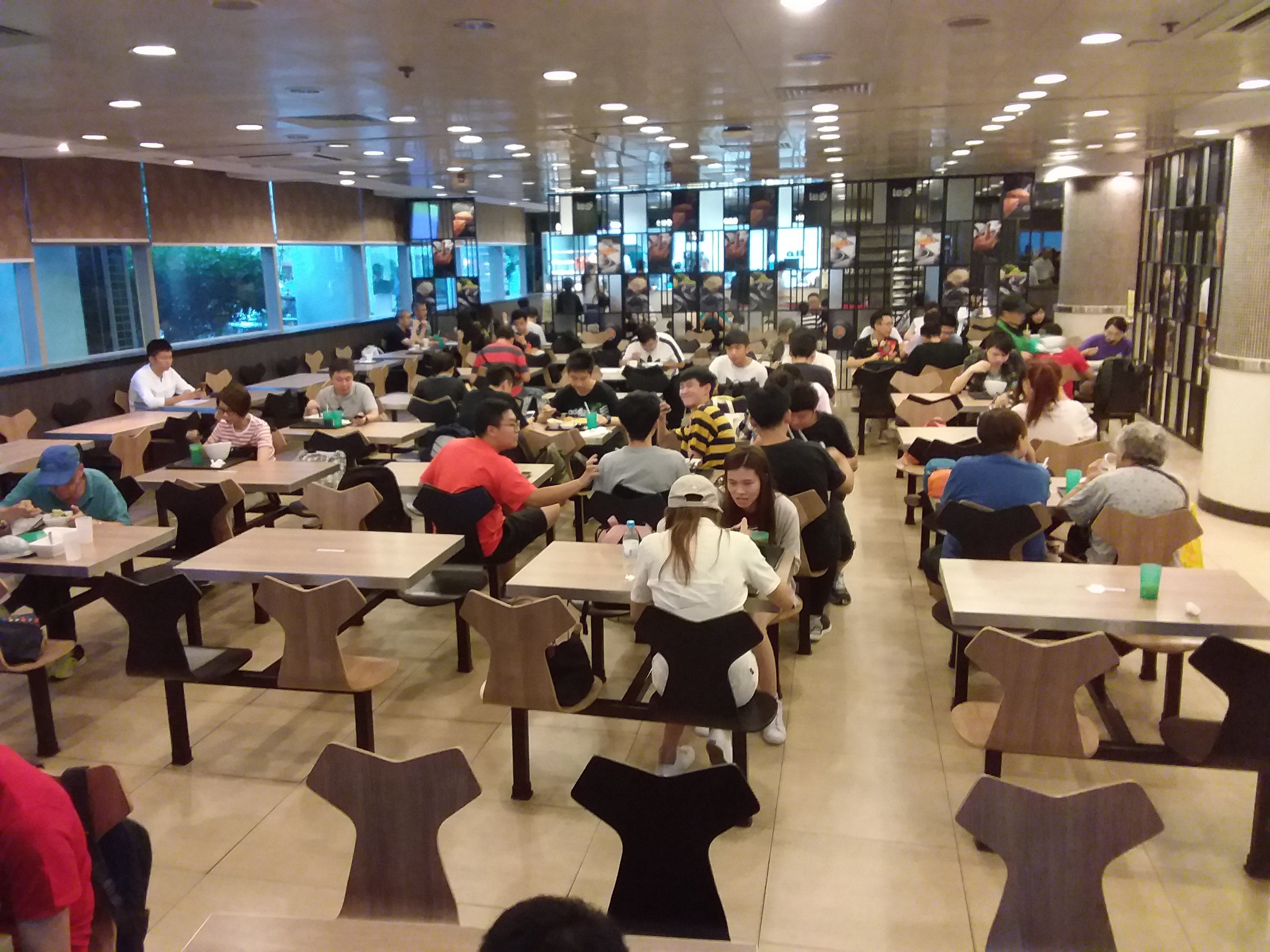
飯堂
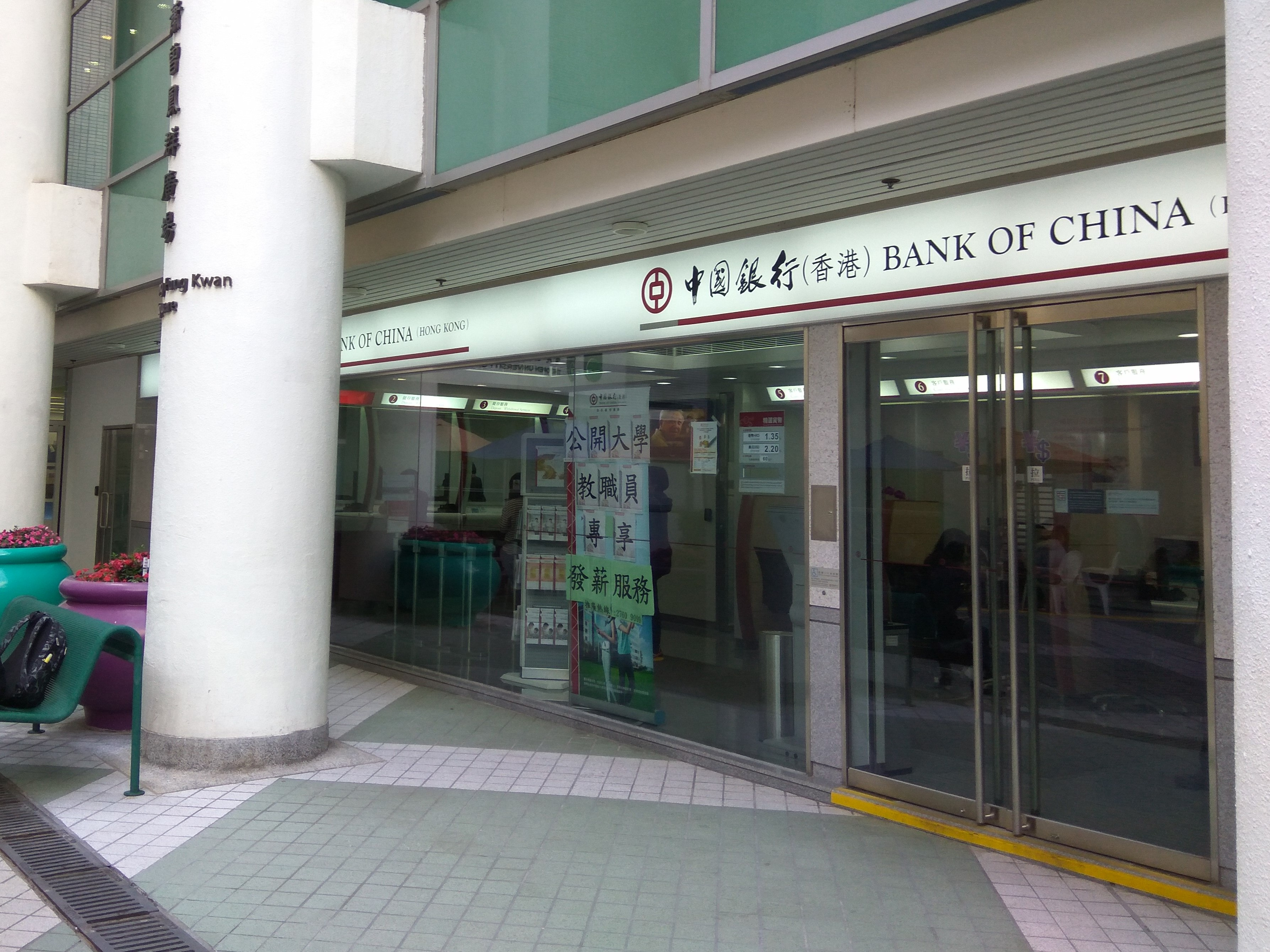
中银香港都大分行
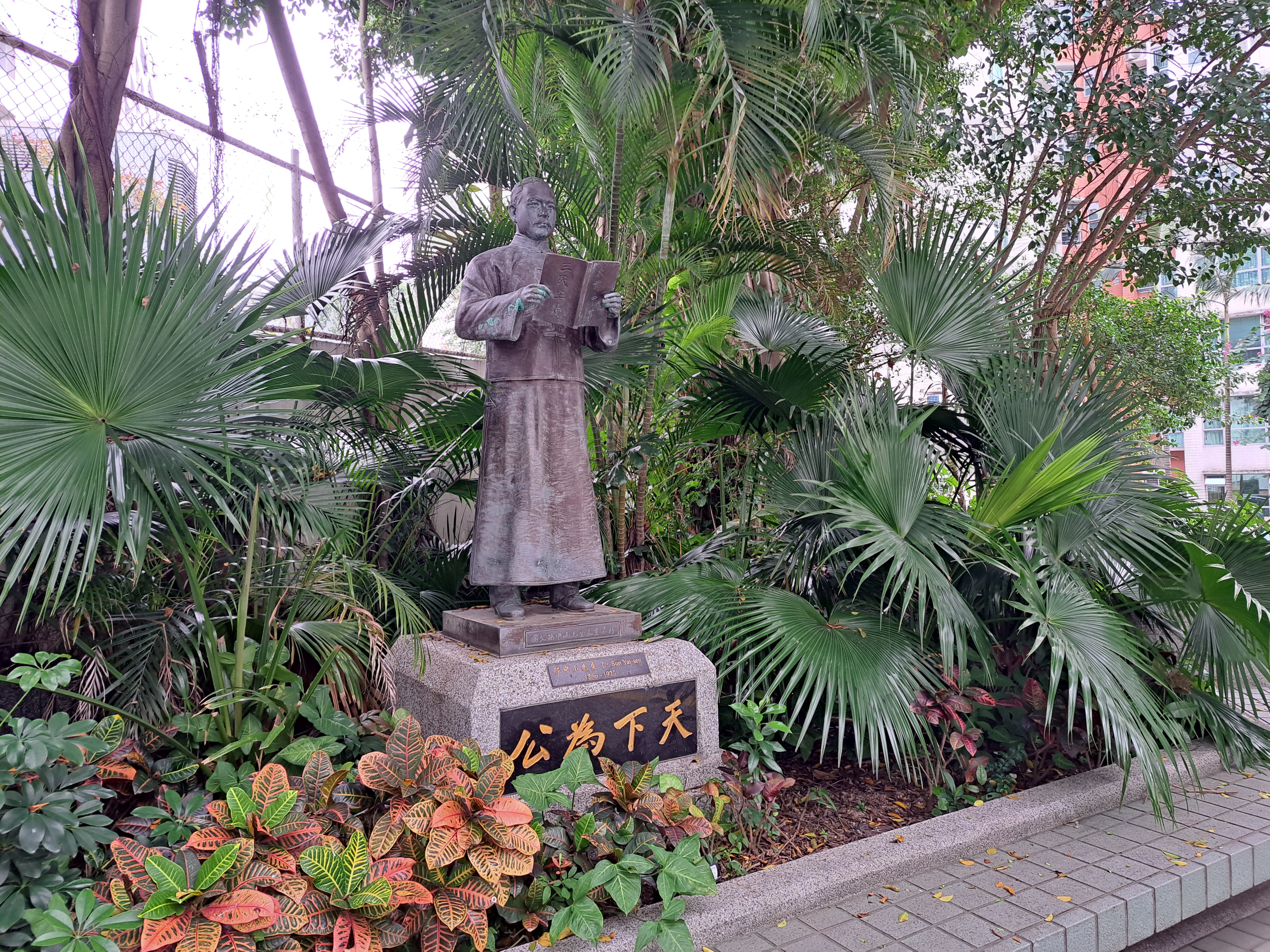
孫中山先生銅像

賽馬會校園位於何文田忠孝街81號，鄰近御龍居和紅磡分區警署，總樓面面積約21,100平方米。建有樓高十二層的賽馬會校園，分為D座和E座，由正校校園步行約數分鐘即可到達。
- D座及E座 賽馬會校園（Jockey Club Campus, JCC）：面向公主道及忠孝街

賽馬會校園除設有演講廳、課室、圖書館和電腦實驗室等教學場所外，大樓還設有學習共用空間、多用途禮堂、綜藝廳、文化創意工作室及實驗室、檢測認證實驗室、微生物實驗室等設施。

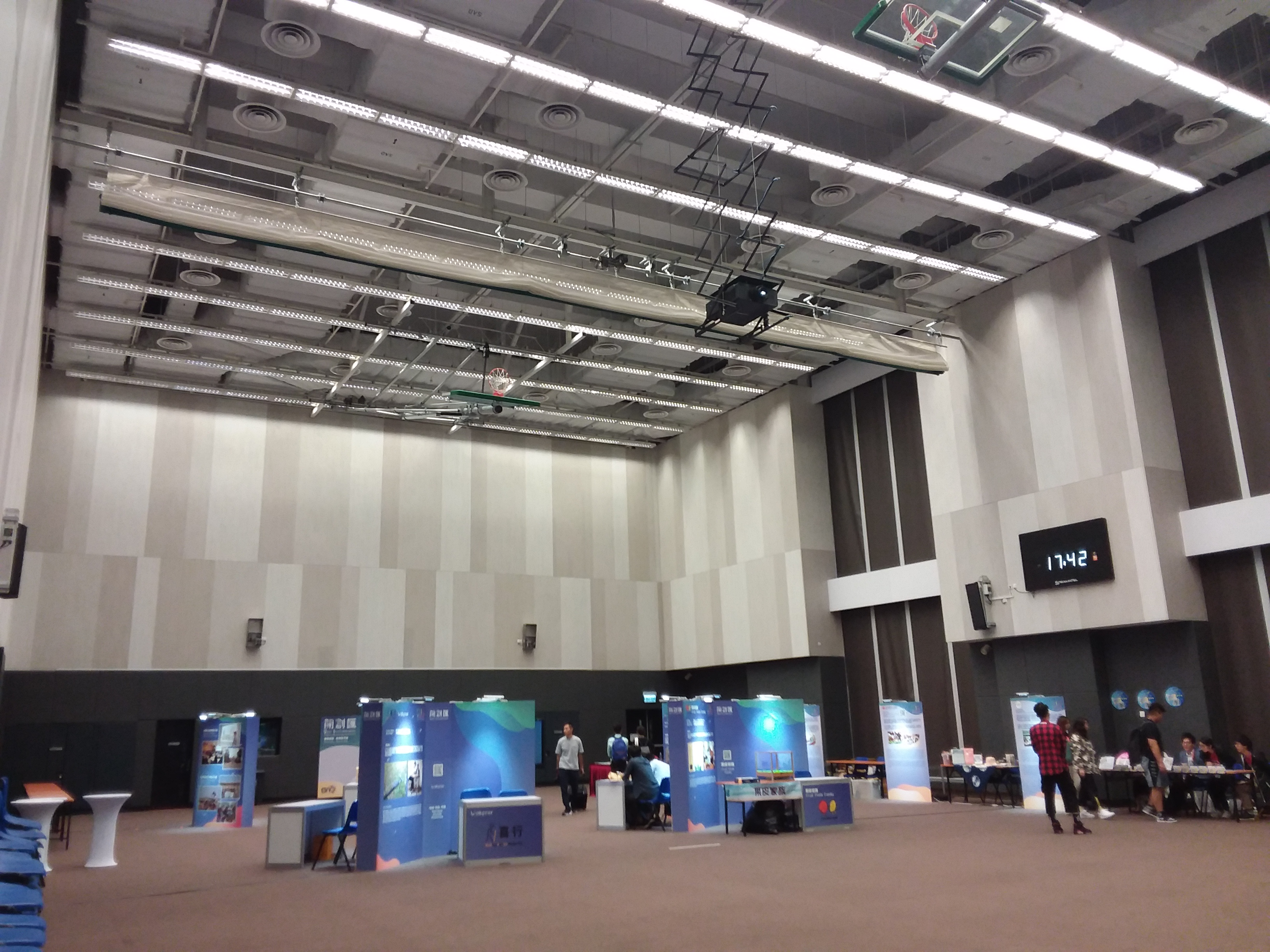
多用途禮堂
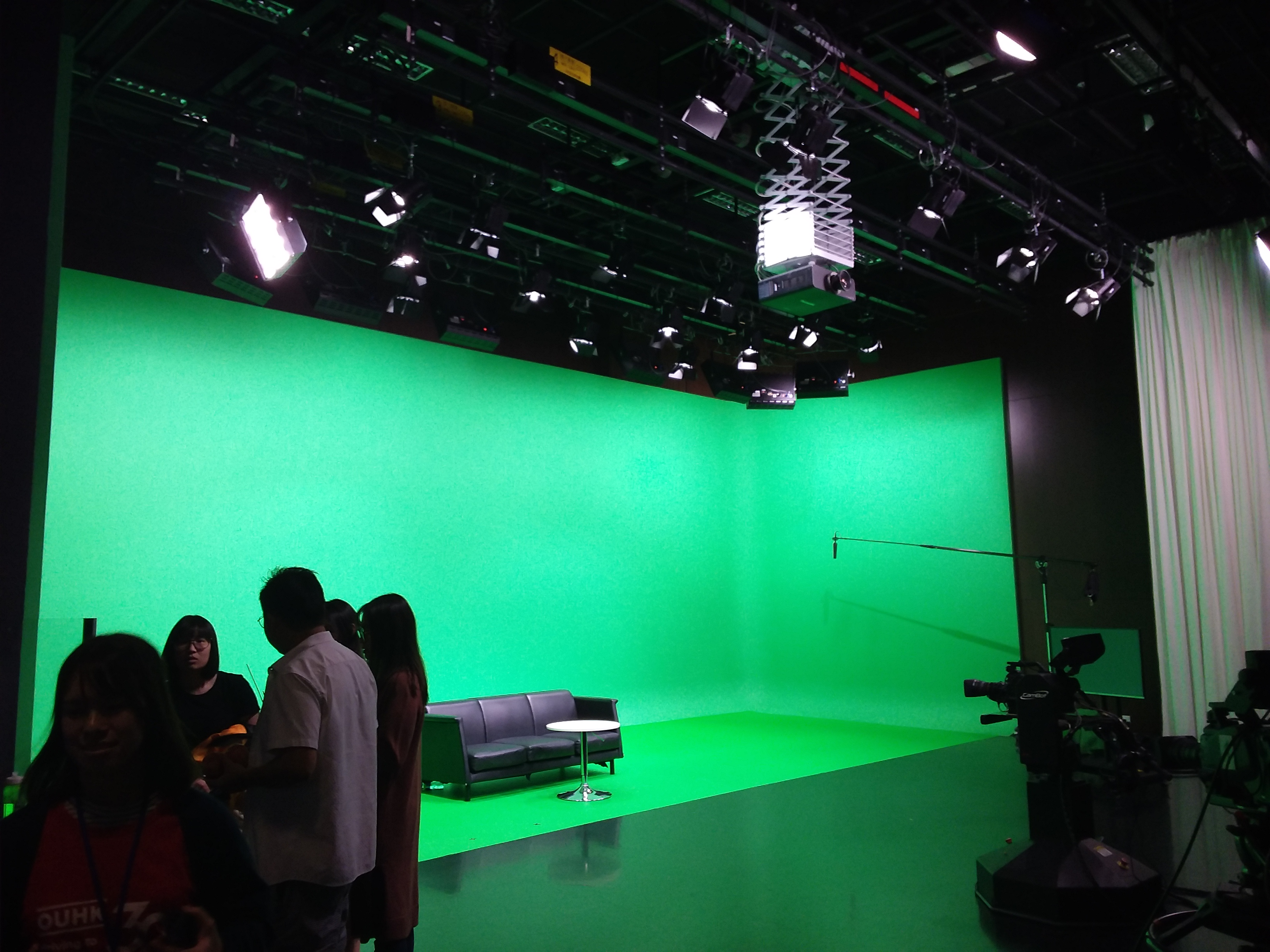
文化創意工作室及實驗室
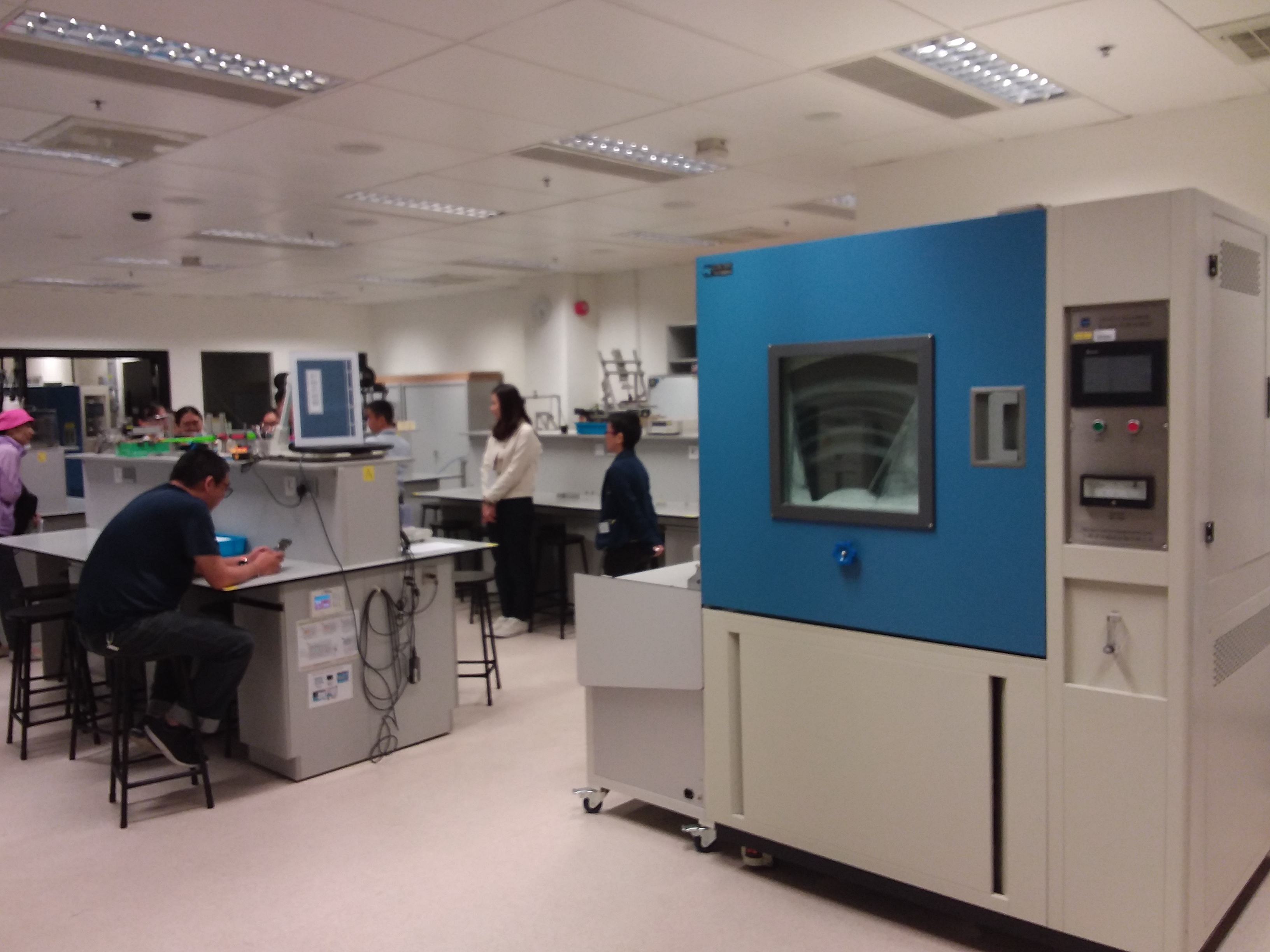
檢測認證實驗室

- F座 賽馬會健康護理學院（Jockey Club Institute of Healthcare, IOH）：第三期校舍，面向常盛街及佛光街

賽馬會健康護理學院大樓於2020年11月上旬啟用，於2021年1月8日正式開幕，總樓面面積約18,680平方米的新大樓將有助回應社會未來因人口老化而對專業健康護理人才需求的增加及種種挑戰。與此同時，大學亦計劃開辦更多新課程，以配合社會對健康護理人才的需求。嶄新的教學設施包括物理治療教研室、護理技術教學專區、虛擬實境教學專區、中醫護理教學中心及兒童發展中心等，為有特別健康護理需要的公眾人士提供評估及支援服務。
- 新校舍大樓（New Campus）：面向常盛街及佛光街

新校舍大樓位於常盛街及佛光街交界，鄰近何文田一號，總樓面面積約30,660平方米，預計於2028年8月落成並啟用。新校舍定位為「構建社區健康樞紐」，設施包括樂齡科技實驗室、跨學科研究中心和綜合醫療診所等，以支持大學的教育計劃和活動，促進社區的健康。
- 何文田廣場教學中心（Homantin Plaza Learning Centre, HPLC）

何文田廣場教學中心位於何文田廣場地下11號舖，於2024年7月11日啟用，主要提供教學和學習空間，包括課室、共用辦公室和茶水間，佔地約615平方米。

### 葵興校園（KHC）
2012年8月，大學以7.7億元購入九龍貿易中心第2座8至12樓，每層面積約25,000平方呎，總面積約124,300平方呎。
葵興教學中心位於新界葵涌葵昌路51-53號九龍貿易中心第2座8至11樓。葵興教學中心於2013年9月啟用，而李嘉誠專業進修學院也由上環信德中心商場遷入本教學中心。葵興教學中心除了設有課室、演講廳、電腦室、自修室、小組討論室和學習資源中心外，還設有賽馬會STEAM教育實驗室、和室和模擬教室，包括模擬機艙、智能酒店、病房、幼稚園及犯罪現場鑑證室等教學設施。

### 荔景校園（OCC）
位於新界葵涌荔景山路201-203號的荔景校園（製衣業訓練局荔景訓練中心大樓）地下至四樓，在2010年1月啟用。中心佔地約3,000平方米，設有11個導修課室、3個電腦實驗室、學習資源中心、數間應用教學室、自修室及基本學生設施等。

### 都大中心（MU Tower）
都大中心位於紅磡紅鸞道18號，前身為祥祺中心，大學於2024年以約26.5億港元購入，以配合長遠及持續發展。

### 深圳辦事處
位於中華人民共和國廣東省深圳市，主要負責大學在中國內地舉辦的課程，以及處理中國內地學生入讀大學的申請。

## 大學電視節目
自1989年創校以來，大學以普及專上教育及推廣終身學習為宗旨，向公眾電視台購買時段播放教育節目。節目內容包括文科、理科、社會科學、商管、教育、資訊科技、兒童成長和心理等，也有適合普羅大眾收看的中國文化及歷史節目，分別由本校自行製作，或購自英國公開大學和国家开放大学等等。
多年來，無綫電視與大學合作，於明珠台播放新一輯《知識新天地》，周日早上九時至下午一時播映。節目集結不同領域的教育資訊，透過電視廣播，與全香港共享知識。

## 學生組織

### 學生團體
香港都會大學一向鼓勵同學組織學生團體及舉辦學生活動，並透過大學的學生事務委員會及學生事務組為這些學生團體提供所需的支援和協助。學生在計劃及參與各類活動的過程中，可以增進知識及提高組織技巧。現時共有近30多個學生組織獲大學認可成立及接受資助，為同學籌辦不同類型的活動，如各類運動競賽、學術研討、講座、戶外活動及管理演習比賽等。
自學生會於2008年重新成立後，現時學生事務委員會轉型成為校方代表與學生會主要成員聯合議事的平台，主理學生組織的憲政與財政事務。

### 學生會
在學生會屆期期間，任何註冊修讀香港都會大學學分課程的學生均於有關屆期期間享有會籍所賦予的各項權利。學生會的宗旨在於作為學生及香港都會大學和其他團體的溝通橋樑、在同學之間樹立校風、改善學生福利、為學生提供更廣泛和更優質的社交活動及學習機會；以及作為學生的代表。

### 學生會幹事會
學生會幹事會為學生會最高行政機構，並須向全民投票、全民大會及評議會負責。其權責為負責學生會的日常事務及行政工作。
幹事會幹事共6至18名，以內閣形式，由全體會員投票選出。幹事包括會長、內務副會長、外務副會長、財政、常務秘書、不少於1名及不多於13名的額外幹事，由2017年開始不須有5分之1的內閣成員修讀模式與其他內閣成員不同。
幹事會會議之法定人數為幹事的2分之1或以上。
學生會幹事會會長同時為當然校董會成員及當然大學諮議會成員。學生會幹事會亦可委任成員或學生代表出席以下校方會議，並進行表決：大學教務會、大學膳食委員會、大學平等機會委員會、學生事務委員會、五個學院的院務會等。
學生會幹事會辦公室地址為何文田正校校園C座C0313室。
歷任學生會幹事會會長：
- 第一屆（2008－2009）：王子[98]
- 第二屆（2009－2010）：黃冠麟[99]
- 第三屆（2010－2011）：梁軒明[100]
- 第四屆（2011－2012）：梁樂衡[101]
- 第五屆（2012－2013）：周浚賢[102]
- 第六屆（2013－2014）：陳培熙[103]
- 第七屆（2014－2015）：葉依然[104]
- 第八屆（2015－2016）：文俊傑[105]
- 第九屆（2016－2017）：陳子威[105]
- 第十屆（2017－2018）：楊孝賢[106]
- 第十一屆（2018－2019）：從缺
- 第十二屆（2019－2020）：從缺
- 第十三屆（2020－2021）：劉宇杰
- 第十四屆（2021－2022）：黃詠芯

### 編輯委員會
學生會編輯委員會負責出版學生會刊物，並須向全民投票、全民大會及評議會負責。其權責為反映同學意見；報導學校政策；報導校內活動；關注社會議題；肩負傳媒監察角色。
學生會編輯委員會委員共7至15名，以內閣形式，由全體會員投票選出，並負責組織編輯委員會。委員包括總編輯、副總編輯2名、財政、秘書、執行編輯1名及不多於9名的額外編輯。
編輯委員會會議之法定人數為委員的2分之1或以上。
編輯委員會原為學生會幹事會的常設委員會，出版刊物名為《開鳴》（Open Voice）。由第二屆學生會幹事會會長黃冠麟籌建，以「開誠佈公、不平則鳴」為宗旨出版，內容主要針對校政及學生事務。其後，梁軒明出任第二屆編輯委員會總編輯，引入更生活化元素，並創制新生特刊。其後，編輯委員會的刊物出版數量及質素參差，工作透明度及曝光率極低。在2015-2016年度，學生會編輯委員會獲得法定地位正式獨立。可是，當時的候選內閣解散，其後的補選內閣因投票率不足而落選。最終，第一屆正式獨立的學生會編輯委員會於2016-2017年度選出，由第八屆學生會幹事會宣傳及設計幹事丘穎詩出任總編輯，《開鳴》（Open Voice）由每年一期增加至每年三期、沿制出版新生特刊、加入聯校編輯委員會，以及設立學生會編輯委員會辦公室。
《開鳴》現為香港都會大學唯一由學生自發組成、取得大學並認可撥款、編輯自主的刊物。
歷任編輯委員會總編輯：
- 第一屆（2008－2009）：黃冠麟
- 第二屆（2009－2010）：梁軒明
- 第三屆（2010－2011）：余睿菁
- 第四屆（2011－2012）：李蕙蘭
- 第五屆（2012－2013）：劉芷君
- 第六屆（2013－2014）：林立堃
- 第七屆（2014－2015）：孟夢環

獨立後之編輯委員會總編輯：
- 第一屆（2015－2016）：從缺
- 第二屆（2016－2017）：丘穎詩
- 第三屆（2017－2018）：黃佳裕
- 第四屆（2018－2019）：從缺
- 第五屆（2019－2020）：從缺
- 第六屆（2020－2021）：黄傲潼

現屆編輯委員會總編輯：
- 第七屆（2021－2022）：從缺

### 評議會
評議會為本會立法、監察及司法機構，其權力僅次全民投票及全民大會。其職權包括：
- 審查及通過學生會工作計劃、財政預算、財務報告及工作報告；
- 監察幹事會及編輯委員會工作情況；
- 解釋及修訂會章；
- 主持學生會選舉；
- 主持評議會幹事選舉；
- 主持全民投票及全民大會；
- 處理評議會幹事、民選評議員、幹事會幹事及編輯委員會成員之辭職；
- 執行懲治；
- 以及成立評議會轄下的委員會

評議會的組成
學生會各中央組織亦會不時出席評議會的特別會議，向議員發表施政報告及解答議員提出的質詢。評議會會議通常均公開進行，讓同學旁聽。會議過程內容亦以中文作會議記錄。
在第十屆學生會以前，評議會由每個學會派出一名代表，加上7名民選評議員（如民選評議員不足7名，其議席可視為空缺）、3名當然評議員（上屆評議會主席、幹事會會長及編輯委員會總編輯）（如上屆評議會主席成為幹事會的現屆幹事或編輯委員會的現屆委員，其位置應由再上一屆的主席補上；如上屆幹事會會長成為幹事會的現屆幹事或編輯委員會的現屆委員，其位置應由再上一屆的會長補上；如上屆編輯委員會總編輯成為幹事會的現屆幹事或編輯委員會的現屆委員，其位置應由再上一屆的總編輯補上。）
從2017年開始（第十屆評議會的選舉已於2017年4月10日擧行），評議會的組成結構改變成由學會分至不同類別後的代表組織選任。目前設由24至31個議席，其中直選產生的民選評議員設0至7人，10位評議員經學生會中央組織選任，其餘14位評議員經轄下組織間接選舉產生。而3名當然評議員的選任方法，改為上屆評議會主席、幹事會會長及編輯委員會總編輯各自從其內閣或幹事成員中各自委任一人擔任。
評議會的委員會
評議會幹事包括1名主席、1名副主席、1名秘書、1名副秘書，評議會幹事由評議會成員互選產生。評議會設有常設委員會，以協助工作之進行，有關委員會如下：
- 章則委員會：包括1名主席及最少3名其他委員，處理會章及會章附則修訂事宜。
- 選舉委員會：包括1名主席及最少3名其他委員，統籌一切學生會選舉事宜。
- 財務委員會：包括1名主席及最少3名其他委員，審批學生會及學會的財政預算及開支等事宜。

評議會可按情況成立不同的委員會。所有委員會之主席必須為評議會成員，其他委員則須為本會會員。所有委員會之成立，均須由評議會通過。
評議會會議
評議會常務會議每月須召開1次，並須於會議召開前1星期通知各評議會成員，公告各會員，並附議程。評議會常務會議通常在每月的首個工作天晚上於公大校園內舉行。如遇上非上學日或公大之考試期，評議會常務會議應於其後之首個工作天舉行。經評議會成員3分之1或以上聯署要求，或主席認為有需要時，均可召開緊急會議。評議會須於會議召開前 48 小時通知各評議會成員，公告各會員，並附議程。
評議會會議之法定人數為評議會成員的2分之1或以上。
評議會主席
學生會評議會主席同時為大學諮議會的當然成員。學生會評議會亦需委派一位評議員（傾向為民選）作為代表，出席學生事務委員會，但現時慣常由評議會主席出任此職務。
- 第一屆（2008－2009）：陳慶偉
- 第二屆（2009－2010）：羅子駿（2010年1月離任）/ 梁子仁（2010年2月上任）
- 第三屆（2010－2011）：邱俊業
- 第四屆（2011－2012）：曾憲民
- 第五屆（2012－2013）：劉俊傑
- 第六屆（2013－2014）：葉依然（2014年1月離任）/ 黃可怡（2014年2月上任）
- 第七屆（2014－2015）：何其亨
- 第八屆（2015－2016）：鄭松傑
- 第九屆（2016－2017）：鄧善恒
- 第十屆（2017－2018）：何詮義
- 第十一屆（2018－2019）：黃啟嵐
- 第十二屆（2019－2020）：黃啟嵐（2019年8月離任）/ 郭子達（2019年9月上任）
- 第十三屆（2020－2021）：楊峻希

### 全民大會
評議會應於每屆期首個月份舉行週年全民大會，大會必須在評議會作出決議起計 7 至 21 天召開。大會中上一屆學生會須發表工作報告及財政報告，現屆評議會須發表財政預算；幹事會及編輯委員會則須發表工作計劃及財政預算。全民大會的通知期不應少於 7 天，而該通知應張貼於公大校園之內的告示板上和以電子形式向會員傳遞。全民大會的法定人數為至少 100 名親身出席的會員。在預定會議召開時間半小時後仍不足法定人數時，主席須宣佈流會，並可於 14 天內再次召開，如再度流會，議案將自動撤銷。
在通過評議會決議的情況下或在經不少於 100 名會員的書面要求下，評議會須就有關決議或應有關要求所示目的召開緊急會員大會，大會必須在作出該等決議或要求之日起計 7 至 21 天召開。

### 全民投票
全民投票為本會會員通過投票方式對事項議決的途徑。全民投票為本會最高權力機構。
在通過評議會決議的情況下或在經不少於500名會員的書面要求下，評議會須就有關決議或應有關要求所示目的舉行全民投票，投票必須在作出該等決議或要求之日起計7至21天舉行。而全民投票法定人數須有全體會員15分之1或以上；若議案投票人數不足法定要求，議案則自動撤銷，全民投票之議案須得總投票數2分之1以上贊成始作通過。

### 學生會屬會
屬會是指香港都會大學內進行任何課外活動並擁有會員的團體。其會章列明其會籍乃向都大學生公開，而其幹事每年由其會員選出。學生會屬會供遙距及全日制課程同學參加。截至2020年4月，香港都會大學合共有36個屬會。
供遙距及全日制課程同學參加的學生組織
- 物理治療學會
- 動畫及視覺特效學會
- 中文學會
- 創意廣告及媒體設計學會
- 創意寫作與電影藝術學會
- 心理學會
- 商業管理學院學生會
- 會計學會
- 商業管理學會
- 款待及旅遊管理學會
- 應用中國語言學會
- 幼兒教育學系系會
- 電腦學會
- 工程學會
- 統計分析及數據科學學會
- 檢測和認證學會
- 護理學會
- 羽毛球學會
- 龍舟學會
- 足球學會
- 欖球學會
- 巧固球學會
- 排球學會
- 舞蹈學會
- 戲劇學會
- 日本文化學會
- 韓國文化學會
- 音樂學會
- 內地學生學者聯誼會
- 基督徒團契
- 創行
- 電影學會
- 撲克學會
- 香港公開大學扶輪青年服務團
- 社會服務學會
- 和富領袖網絡學會

### 學生事務處統籌校外住宿
- MU88，位於紅磡蕪湖街88號[108][109]
- Y83，位於紅磡蕪湖街83號，由學生公寓營運者Y83提供宿位[110]
- 日新舍，位於新蒲崗六合街19號，由宏安地產提供宿位[111]

## 爭議事件

### 被網友戲謔為鯨魚大學
香港都會大學作為法定大學，頒授的學歷獲得政府官方認可，但因為在其前身香港公開進修學院成立初期主要提供在職進修及以遙距教學為主，未有提供全日制課程，亦較少中學畢業生在中學畢業時直接報讀，以前會有部分網民以「鯨魚唔係魚呀？OU唔係U呀？」（鯨魚不是魚嗎？公大不是大學嗎？）來戲謔其大學名銜，故又有「鯨大」的別稱。

### 學生畢業需繳畢業費
大學一向在學生畢業時收取畢業費，但未有詳細交代收費的用途，繳交的費用一律不予退還，且頒授大學學位或高級文憑的收費由最初的500港元漲到現在的750港元。由2021/22學年起，學生如須繳交定額學費，在首次註冊時須繳付港幣500元作為保證金。此保證金將在學生畢業時轉換為畢業費。如學生有任何未償還罰款，例如圖書館罰款或延期罰款，導致其保證金餘額不足以抵消畢業費，則學生需要支付有關差額才可獲頒授學位。

### 教資會檢討報告中大學性質的誤解
2002年，作為非法定諮詢組織的大學教育資助委員會曾在其製作的「香港高等教育」檢討報告宣稱公開大學為私立大學，惟在2005年前的香港實際上並不存在私立大學。公開大學就此回應，指出有關宣稱與大學的成立歷史及法定地位不符，並表明此報告存在偏差，忽視各院校的作用，同時指出香港各所高等院校都有自己的角色，並非對立關係，應公平地一致對待，例如制定統一的撥款機制及設立高等教育議會才是未來的方向。

### 大學或有意加入教資會
香港都會大學自前身於1989年成立起便獨立於屬於非法定諮詢組織的教資會，並於1997年5月正名大學前獲授予自行評審資格，確認大學的管理制度、課程審定及學術流程等方面，都能夠保證課程的質素及所頒發學術資格的水平得到香港官方的認可。不過在大學發展策略文件《戰略計劃2013-2022》，大學有意加入教資會。在公大的《戰略計劃2019-2023》已沒有有關教資會的內容。

### 獲得資助後大幅增加學費
行政長官在2017年宣布向在香港修讀合資格院校開辦的自資學位課程並成績達標（學士學位課程即需要在DSE考試中達到最低3322的成績 ）的學生，每學年資助三萬港元以上，當時的公大課程屬於此資助計劃的範圍內，但有報導稱公大及香港高等教育科技學院其後大幅增加學費，又以公大商學院的加幅最為顯著，升幅超越通脹率，最高達18.9%，學費比之前增加近5.4萬元，該學院解釋增加學費的原因是課程加入了新元素「海外沉浸計劃（GIP）」。

### 需另辦資歷文件供台灣學歷認可
台灣教育部認可香港大多數大專院校，除了香港八間教資會院校及香港演藝學院外，還包括香港樹仁大學、珠海學院及香港恒生大學等私立院校，但當時公大並不在名單上，但經有關部門查詢，依據台灣官方機構海華服務基金回覆，所持學歷並非「香港專科以上學校認可名冊」，故另依據「入學大學同等學歷認定標準」第9條規定，持國外或香港、澳門專科以上學校畢（肄）業學歷，其畢（肄）業學校經教育部列入參考名冊或為當地國政府權責機關或專業評鑑團體所認可，且入學資格、修業年限及修習課程均與我國同級同類學校規定相當，並經大學校級或聯合招生委員會審議後認定為相當國內同級同類學校修業年級者，得準用第五條款報考研究生。所持學歷須符合經教育部列入參考名冊或為當地國政府權責機關或專業評鑑團體所認可，資歷架構需為5以上（等同台灣學士學位的程度），且修業課程需於登記有效期內，而有關資料可於香港政府資歷架構HKQR List （页面存档备份，存于）或CSPE ipass （页面存档备份，存于）中查閱，因此只需報名時提供相關政府機構的證明文件，即表示認可該學歷。

## 其他資料

### 歷屆的畢業人數
| 畢業典禮                   | 頒授學術資格數目   |
| -------------------------- | ------------------ |
| 第一屆畢業典禮（1993）     | 161                |
| 第二屆畢業典禮（1994）     | 549                |
| 第三屆畢業典禮（1995）     | 1,343              |
| 第四屆畢業典禮（1996）     | 1,923              |
| 第五屆畢業典禮             | 只頒授榮譽博士學位 |
| 第六屆畢業典禮（1997）     | 2,264              |
| 第七屆畢業典禮（1998）     | 2,298              |
| 第八屆畢業典禮（1999）     | 2,785              |
| 第九屆畢業典禮（2000）     | 4,507              |
| 第十屆畢業典禮（2001）     | 3,695              |
| 第十一屆畢業典禮（2002）   | 4,664              |
| 第十二屆畢業典禮（2003）   | 4,817              |
| 第十三屆畢業典禮（2004）   | 6,141              |
| 第十四屆畢業典禮（2005）   | 5,456              |
| 第十五屆畢業典禮（2006）   | 6,722              |
| 第十六屆畢業典禮（2007）   | 5,585              |
| 第十七屆畢業典禮（2008）   | 5,914              |
| 第十八屆畢業典禮（2009）   | 5,397              |
| 第十九屆畢業典禮（2010）   | 5,789              |
| 第二十屆畢業典禮（2011）   | 6,350              |
| 第二十一屆畢業典禮（2012） | 5,732              |
| 第二十二屆畢業典禮（2013） | 5,867              |
| 第二十三屆畢業典禮（2014） | 6,148              |
| 第二十四屆畢業典禮（2015） | 5,807              |
| 第二十五屆畢業典禮（2016） | 6,833              |
| 第二十六屆畢業典禮（2017） | 7,055              |
| 第二十七屆畢業典禮（2018） | 7,306              |
| 第二十八屆畢業典禮（2020） | 6,887              |
| 第二十九屆畢業典禮（2020） | 6,671              |
| 第三十屆畢業典禮（2021）   | 約7,000            |
| 第三十一屆畢業典禮（2022） | 約7,000            |

### 歷屆榮譽博士
榮譽博士名單如下：
| 年份 | 榮譽工商管理博士          | 榮譽理學博士          | 榮譽社會科學博士                            | 榮譽文學博士               | 榮譽教育博士 |
| ---- | ------------------------- | --------------------- | ------------------------------------------- | -------------------------- | ------------ |
| 1993 | 蔣震博士                  | 鄭漢鈞博士            |                                             |                            |              |
| 1994 | 利漢釗先生                |                       | 杜葉錫恩女士                                |                            |              |
| 1995 | 利國偉爵士                | 楊紫芝教授            |                                             | 弗雷德里高·梅耶教授        |              |
| 1996 |                           |                       | 穆大為教授                                  | 麥傑志博士 施偉賢爵士      |              |
| 1997 | 羊子林先生                | 顧義先生              | 黃匡源先生                                  | 李國能先生                 |              |
| 1998 | 浦偉士爵士                | 方心讓教授 簡悅威教授 |                                             | 黃清雲教授                 |              |
| 1999 | 伍步謙博士                |                       | 鄧立真教授 李嘉誠先生                       | 饒宗頤教授                 |              |
| 2000 | 郭炳聯先生                |                       | 李志喜女士 韋鈺教授                         | 查良鏞教授 陳方安生女士    |              |
| 2001 | 任志剛先生                |                       | 田家炳博士                                  | 鍾期榮博士 鄧禮儒爵士      |              |
| 2002 | 馮國經博士                |                       | 方潤華博士                                  | 蕭芳芳女士 奧托·彼得斯教授 |              |
| 2003 | 蒙民偉博士 孫德基先生     |                       | 李業廣先生                                  | 佩里勳爵                   |              |
| 2004 | 何鴻燊博士                | 路甬祥教授            | 楊鳴章神父 裴昇博士                         |                            |              |
| 2005 | 鄭海泉先生                | 威杰·施里薩安教授     | 項懷誠先生                                  | 莫言先生                   |              |
| 2006 | 拿督鄭裕彤博士 李兆基博士 | 譚尚渭教授            |                                             | 葉詠詩太平紳士             |              |
| 2007 |                           | 錢易教授              | 楊雪姬女士 王家衛先生                       | 李銳先生 王賡武教授        |              |
| 2008 | 李鉅能先生                |                       | 唐英年先生 謝志偉博士                       | 葛浩文教授                 |              |
| 2009 | 陳俊豪先生                |                       | 陳佐洱先生 高鑑泉先生                       | 鍾景輝博士 張德明教授      |              |
| 2010 | 郭炳江先生 胡永輝先生     |                       | 周文耀先生                                  | 許鞍華女士                 |              |
| 2011 | 郭少明博士                |                       | 林李翹如博士 李榮融先生                     | 劉以鬯先生                 |              |
| 2012 | 劉明康先生                |                       | 蕭志成先生                                  | 陳坤耀教授                 |              |
| 2013 | 陳振彬先生                |                       | 黃潔夫教授 梁定邦博士                       | 黃仁龍博士                 |              |
| 2014 | 鄭李錦芬女士              | 梁智仁教授            | 周一嶽醫生                                  | 鍾秉林教授                 |              |
| 2015 | 施文信先生                |                       | 林毅夫教授 曾鈺成議員                       | 許美德教授                 |              |
| 2016 | 張永銳先生                |                       | 范徐麗泰女士                                | 張信剛教授                 | 孫明揚先生   |
| 2017 | 陳智思博士                | 李焯芬教授            | 方正博士                                    | 梁愛詩博士                 |              |
| 2018 | 彼得‧巴克利教授           |                       | 周永健先生 徐立之教授                       | 李國華先生                 |              |
| 2019 | 盛智文博士                | 盧煜明教授            | 楊紹信博士                                  |                            |              |
| 2020 | 蔡冠深博士                | 徐揚生教授            | 方黃吉雯女士 高永文醫生                     |                            |              |
| 2021 |                           |                       | 黃玉山教授 胡志城教授                       |                            | 荊德剛博士   |
| 2022 |                           |                       | 陳家駒先生 陳一丹博士 舒小佩女士 尹錦滔先生 | 丁新豹教授                 |              |
| 2023 | 鍾志平博士 黃永光先生     |                       | 陳肇始教授 黃奕鑑先生                       |                            |              |
| 2024 | S. Tamer Cavusgil教授     |                       | 陳婉嫻女士                                  | 朱慶祥博士                 | 程介明教授   |

（至2024年12月9日止）

### 歷屆榮譽大學院士
榮譽大學院士名單如下：
| - 2001年 - 古勝祥先生 - 林健忠博士 - 胡永輝先生 - 聶錦勳博士 - 2002年 - 李子女士 - 馮鈺聲先生 - 關百豪先生 - 譚萬鈞教授 - 2003年 - 利乾先生 - 胡方雪芬女士 - 高華文教授 - 霍震寰先生 - 2004年 - 許晉義先生 - 武寅教授 - 關善明博士 - 盧子健博士 - 2005年 - 田慶先先生 - 李健鴻醫生 - 張煊昌博士 - Anne Elizabeth Ely | - 2006年 - 陳玉樹教授 - 趙振邦博士 - 麥加林律師 - 黃譚智媛醫生 - 葉謀遵博士 - 2007年 - 陳鉅源先生 - 紀文鳳小姐 - 李明逵先生 - 史秉士教授 - 王啟達博士 - 2008年 - 陳振彬先生 - 梁劉柔芬議員 - 李維達醫生 - 冼為堅博士 - 邱霜梅博士 - 2009年 - 陳振東博士 - 鄭李錦芬女士 - 方燕琼女士 - 高佩璇博士 - 譚天放先生 - 2010年 - 陳笑風先生 - 莊偉茵先生 - 高靜芝女士 - 雲大棉博士 | - 2011年 - 陳智教授 - 劉秀成教授 - 李繼堯醫生 - 李麗娟女士 - 羅志力先生 - 2012年 - 歐陽克剛先生 - 黃應士先生 - 楊汝萬教授 - 2013年 - 郭文緯先生 - 林崇綏博士 - 黃建業先生 - 許子兵先生 - 2014年 - 何錫安博士 - 洪克協先生 - 施熙德律師 - 舒小佩女士 - 黃良柏先生 - 2015年 - 蔡惠琴女士 - 李國華先生 - 楊國榮教授 - 容永祺先生 | - 2016年 - 陳志豪教授 - 陳庭川先生 - 高美慶教授 - 黃永光先生 - 曾蘭斯女士 - 2017年 - 譚偉豪博士 - 譚鳳儀教授 - 孔美琪博士 - 林柏年醫生 （至2017年11月6日止） |

## 外部連結
- 官方网站